# New York (stad)
New York is de grootste stad van de Verenigde Staten van Amerika. Dankzij de leidinggevende en invloedrijke rol in handel, financiën, media, public relations, kunst, mode en educatie geldt zij als een van de belangrijkste wereldsteden. De stad wordt ook New York City of afgekort NYC genoemd om haar te onderscheiden van de staat New York, waarin zij ligt. New York is niet de hoofdstad van die staat, dat is Albany.
De stad is de dichtstbevolkte grote stad in de Verenigde Staten en heeft circa 8,8 miljoen inwoners verspreid over een gebied van 789,43 km². De stad vormt het hart van de New York Metropolitan Area, een grootstedelijk gebied met 21,8 miljoen inwoners dat reikt tot in de naburige staten Connecticut en New Jersey.
De stad New York bestaat uit vijf boroughs of stadsdelen: The Bronx, Brooklyn, Manhattan, Queens en Staten Island. Veel monumenten en wijken van de stad zijn wereldberoemd en staan vaak symbool voor de Verenigde Staten in het algemeen. Zo zijn er het Vrijheidsbeeld, Wall Street, wolkenkrabbers zoals het Empire State Building en het Chrysler Building, het oude, in 2001 door terroristen vernietigde, World Trade Center met de Twin Towers en de opvolger hiervan, het in 2014 geopende One World Trade Center.
New York ontstond als een handelspost in het huidige Manhattan, opgericht door Nederlandse kolonisten rond 1624. De nederzetting kreeg de naam Nieuw-Amsterdam en werd in 1653 een stad. In 1664 namen de Engelsen de stad over en doopten haar om tot New York. De stad bleef onder Engelse controle tot de Amerikaanse Revolutie. Tijdens de revolutie was New York een belangrijk strijdtoneel en werd het korte tijd bezet door de Britten. Na de Amerikaanse onafhankelijkheid werd New York van 1785 tot 1790 de eerste hoofdstad van de Verenigde Staten. Later groeide de stad uit tot een economisch en cultureel centrum, mede dankzij de haven en de grote toestroom van immigranten in de 19e en vroege 20e eeuw.
New York City is een van de belangrijkste financiële centra ter wereld, met Wall Street in Manhattan als hart van de economie. De stad is economisch gezien een van de invloedrijkste metropoolregio's wereldwijd, met een bbp van meer dan 2,1 biljoen dollar in 2022. De New York Stock Exchange vormt de grootste aandelenbeurs ter wereld. Hoewel New York een dag en nacht opererend metrosysteem heeft, staat het ook bekend om het drukke autoverkeer. Het is een populaire plek voor investeerders en de duurste stad ter wereld om in te wonen, met de hoogste huurprijzen op het Amerikaanse continent. De drukte en levendigheid geven de stad de bijnaam The City That Never Sleeps ("de stad die nooit slaapt"). Een andere populaire bijnaam is the Big Apple.

## Geschiedenis

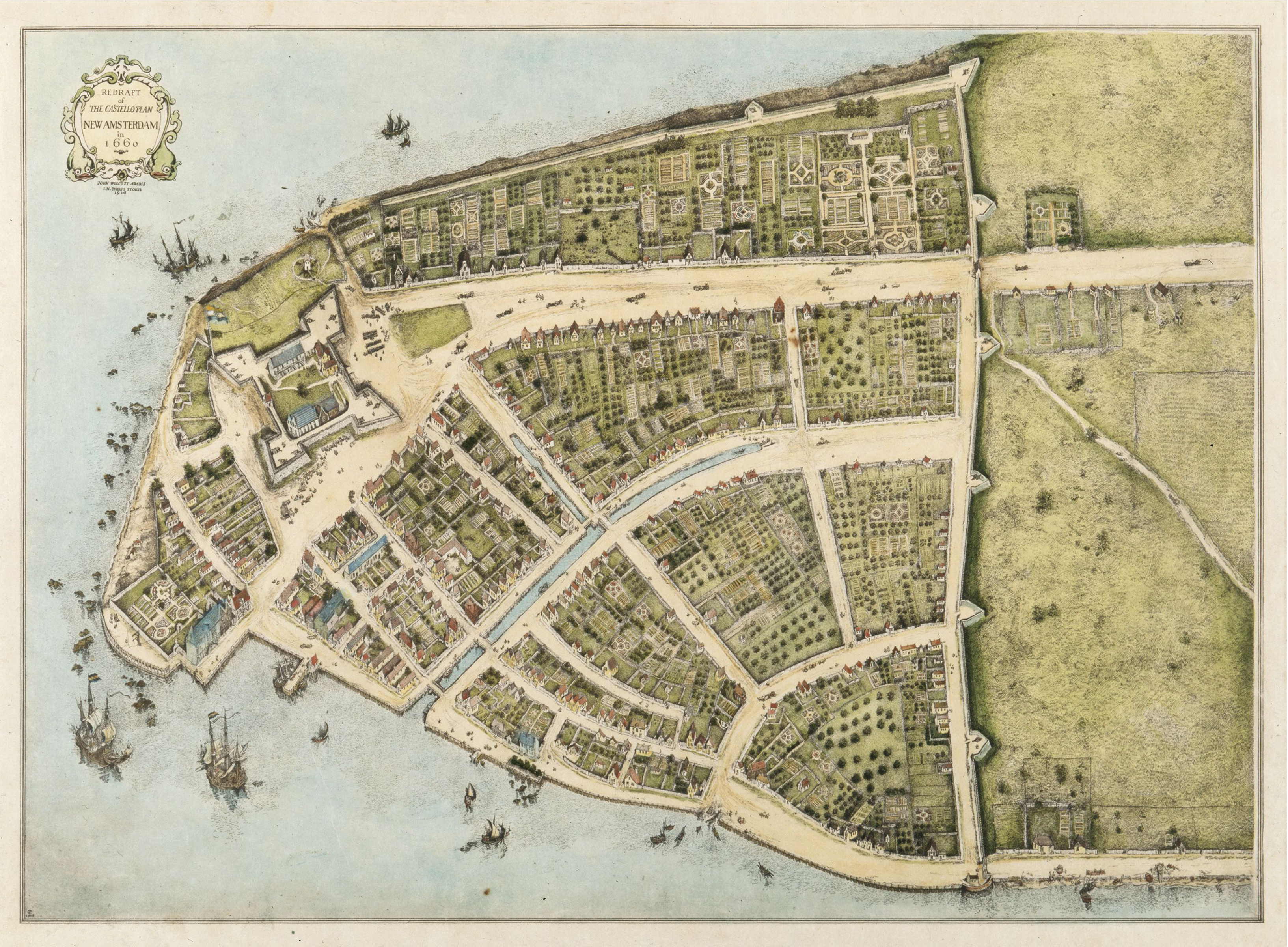
Lower Manhattan in 1660, toen onderdeel van Nieuw-Amsterdam.

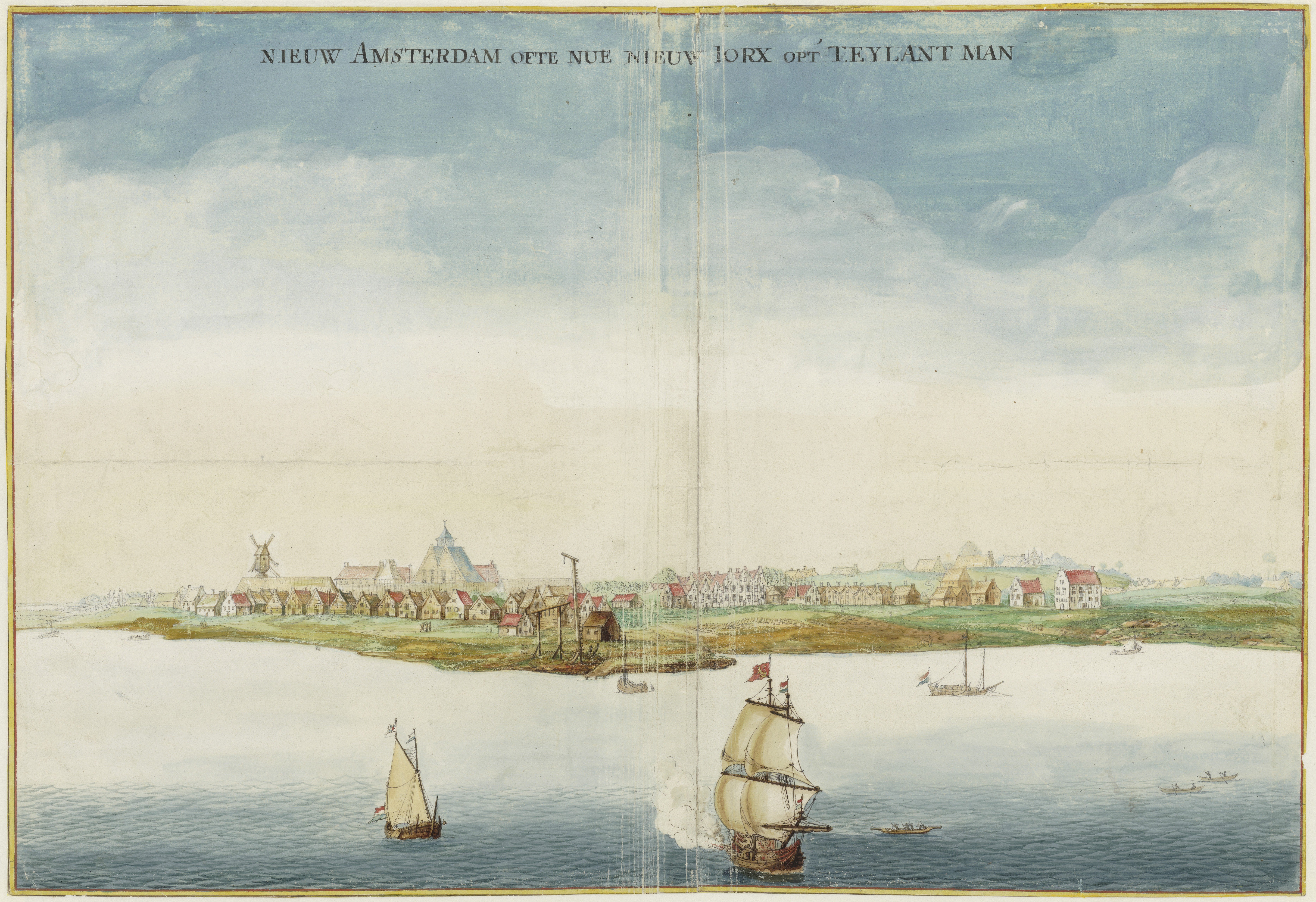
Gezicht op "Nieuw Amsterdam ofte Nue New Iorx opt' t.Eylant Man", omstreeks 1665.

### Koloniale tijd
De benedenloop van de Hudson, waar New York ligt, werd bij de ontdekking door Giovanni da Verrazzano in 1524 bewoond door ongeveer 5.000 Lenape-indianen. Da Verrazzano, die in dienst van de Franse kroon voer, noemde het gebied "Nouvelle Angoulême". Vermoedelijk zeilde hij niet verder dan de zeestraat The Narrows, waar nu een naar hem vernoemde brug ligt. Met de reis van Henry Hudson, een Engelsman in dienst van de Nederlandse VOC, werd het gebied effectief in kaart gebracht. Hudson ontdekte Manhattan op 11 september 1609 en voer de stroom die nu zijn naam draagt, de Hudson, op tot aan het huidige Albany.
Hudson ontdekte snel dat de pelzenhandel naar Europa een lucratieve bron van inkomsten betekende. Hudson leidde maanden later Nederlandse handelsschepen naar het gebied. De handel tussen Nederland en de inheemse bevolking floreerde maar leidde niet tot permanente nederzettingen.
In 1624 stichtte een groep protestantse Waalse families een eerste nederzetting op Manhattan en noemde deze "Neuf-Avesnes" (Nieuw-Avenne). Streekgenoten en families van Duitse, Nederlandse en Britse afkomst, volgden. Het gebied werd Nieuw-Nederland genoemd, in het Latijn in die tijd: Nova Belgica of Novum Belgium. In mei 1626 werd Peter Minuit aangewezen als eerste gouverneur van de kolonie. De nederzetting kreeg later de naam Nieuw-Amsterdam.
In 1626 kocht Minuit Manhattan van de indianen voor snuisterijen ter waarde van 60 gulden, nu zo'n 700 euro of duizend dollar. In de aanloop naar de Tweede Engels-Nederlandse Oorlog in 1664 werd Nieuw-Amsterdam veroverd door de Engelsen, die de nederzetting New York noemden, naar de hertog van York. In 1673 had Nederland het weer even in bezit. Nadat de naam in "Nieuw-Oranje" veranderde, werd het bij de Vrede van Westminster in 1674 definitief Brits. In ruil deden de Britten bij dit verdrag definitief afstand van Suriname. Onder het Britse bestuur groeide het belang van de handelspost. In 1754 werd de Columbia-universiteit opgericht op aanwijzing van George II van Groot-Brittannië.
Rond de stad vonden gedurende de Amerikaanse Onafhankelijkheidsoorlog veldslagen plaats. Ze werden bekend als de New Yorkse veldtocht. Na de Slag bij Fort Washington in Upper Manhattan in 1776 werd de stad een Britse militaire en politieke basis tot het oorlogseinde in 1783.

### 18e en 19e eeuw

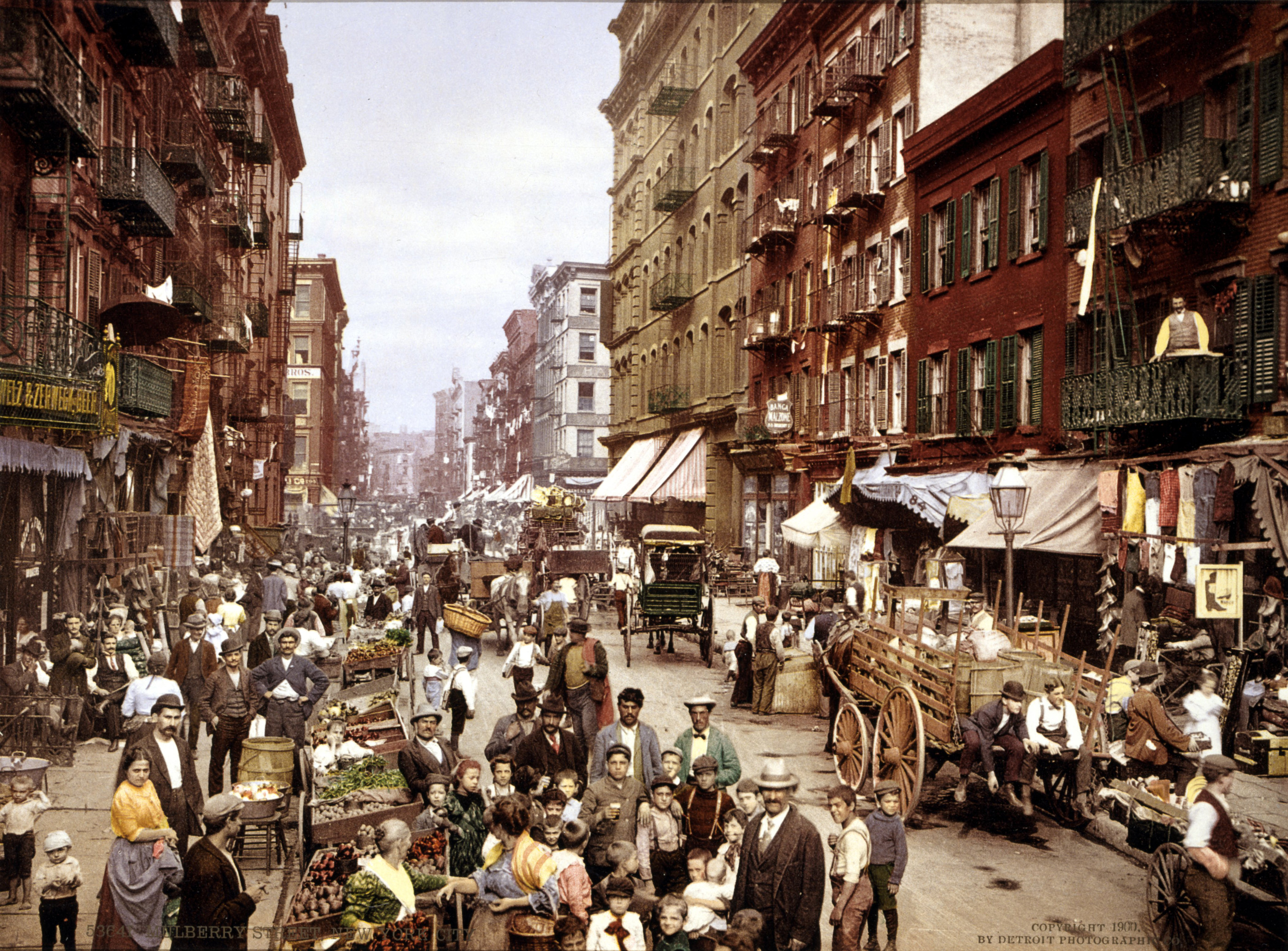
Mulberry Street, op de Lower East Side in Manhattan, circa 1900

Vijf jaar na het einde van de Onafhankelijkheidsoorlog in 1788, werd New York de hoofdstad van de Verenigde Staten. In 1789 werd George Washington in de Federal Hall uitgeroepen tot eerste president. In dat gebouw werd in hetzelfde jaar ook de eerste bijeenkomst van het Amerikaans Congres gehouden en de Bill of Rights geschreven. In 1790 was New York Philadelphia voorbijgestreefd als grootste stad van de Verenigde Staten. Philadelphia werd in dat jaar echter wel de nieuwe hoofdstad.
Op 17 mei 1792 tekenden 24 aandelenhandelaren onder een Buttonwood-boom aan Wall Street het Buttonwood Agreement. De New York Stock Exchange was hiermee een feit, al was de naam tot 1863 New York Stock & Exchange Board.
De stad veranderde in de 19e eeuw sterk door grootschalige immigratie en uitbreiding van de infrastructuur. Voorbeelden zijn het Commissioners' Plan van 1811 om de straten in Manhattan volgens een schaakbordpatroon te projecteren en de opening van het Eriekanaal in 1819, waardoor de Atlantische haven werd verbonden met de agrarische markten van het Noord-Amerikaanse binnenland. Leden van de oude handelsaristocratie lobbyden voor de aanleg van Central Park, dat in 1857 het eerste naar een ontwerp aangelegde park in een Amerikaanse stad werd.
Onvrede over de conscriptie tijdens de Amerikaanse Burgeroorlog (1861-1865) leidde in 1863 tot de Dienstplichtrellen. De rellen duurden slechts enkele dagen, maar er werden minstens honderd burgers gedood.
Op het eind van de 19e eeuw werden de eerste bovengrondse metrolijnen 'elevated' gebouwd. Samen met de spoorlijnen en tramnetten kon de stad van ver buiten de stad forensen aantrekken en groeide de gehele agglomeratie rond de stad snel. In 1898 werd het hedendaagse New York gevormd door het samengaan met Brooklyn (tot dan toe een zelfstandige stad), de county's New York (hierbij waren delen van de Bronx inbegrepen), Richmond en het westelijke deel van de county Queens. De opening van de ondergrondse metro van New York zes jaar later, in 1904, droeg bij aan de eenwording van de nieuwe stad.

### 20e eeuw

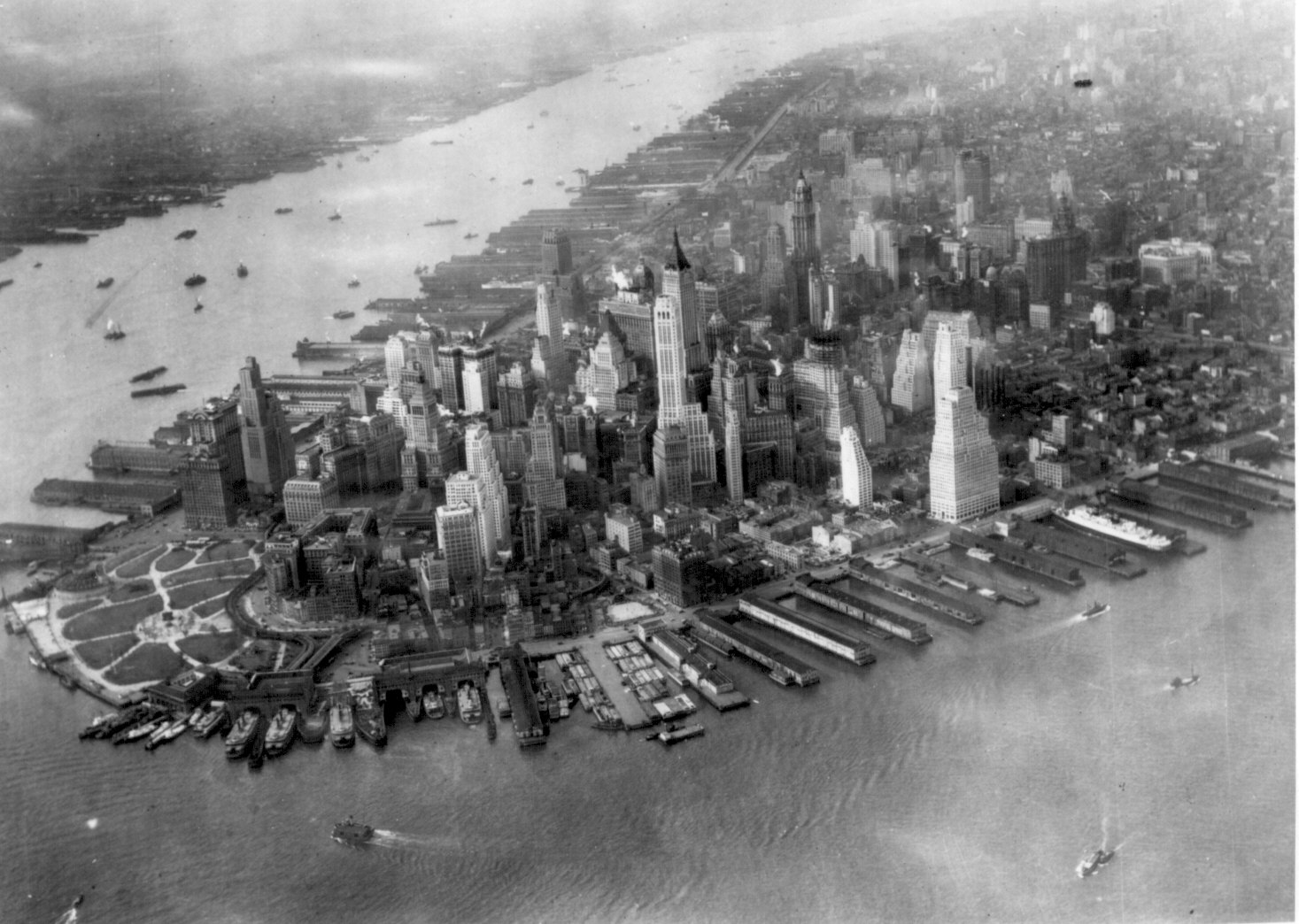
Het stadsdeel Manhattan in 1931

In de jaren 1920 was New York een belangrijke bestemming voor Afro-Amerikanen die gedurende de Grote Migratie het zuiden van het land verlieten. Economische groei ging gepaard met de ontwikkeling van de skyline door de constructie van concurrerende wolkenkrabbers. New York werd in de vroege jaren 1920 het meest verstedelijkte gebied ter wereld. Begin jaren 1930 werd voor het gebied de grens van 10 miljoen inwoners bereikt.
De terugkomst van veteranen van de Tweede Wereldoorlog en nieuwe immigranten uit Europa creëerden een naoorlogse economische groei en stimuleerden de ontwikkeling van wijken in het oosten van Queens. In 1960 werd New York getroffen door economische problemen, stijgende criminaliteit en spanningen tussen rassen die in de jaren 1970 een hoogtepunt bereikten.
In de jaren 1980 bloeide de financiële sector op en nam de stad mee in deze ontwikkeling. Tegen de jaren 1990 verminderden de rassenspanningen, daalde de criminaliteit en arriveerden er veel immigranten uit Azië en Latijns-Amerika.

### 21e eeuw
Op 11 september 2001 werd New York getroffen door een dubbele terroristische aanslag, waarbij het World Trade Center in Lower Manhattan werd vernietigd, waaronder de beide Twin Towers en het oorspronkelijke 7 World Trade Center. Er vielen officieel 2750 doden; van 24 vermisten wordt aangenomen dat ze zijn omgekomen.
In 2006 werd op de plaats van het oude WTC begonnen aan de bouw van het 1 World Trade Center, dat op 3 november 2014 werd geopend. Op de plaats waar de Twin Towers stonden, schijnen sinds 2002 elke avond twee schijnwerpers de lucht in. Dit wordt het Tribute in Light genoemd. Ook werd een monument aan het oude WTC en drie andere kantoorpanden gewijd.
In het begin van de 21e eeuw is er voor New York vooruitgang in milieu en onderwijs. Veel bedrijven vestigen zich, het inwoneraantal groeit, het toerisme herleeft en de criminaliteit daalt.

## Geografie

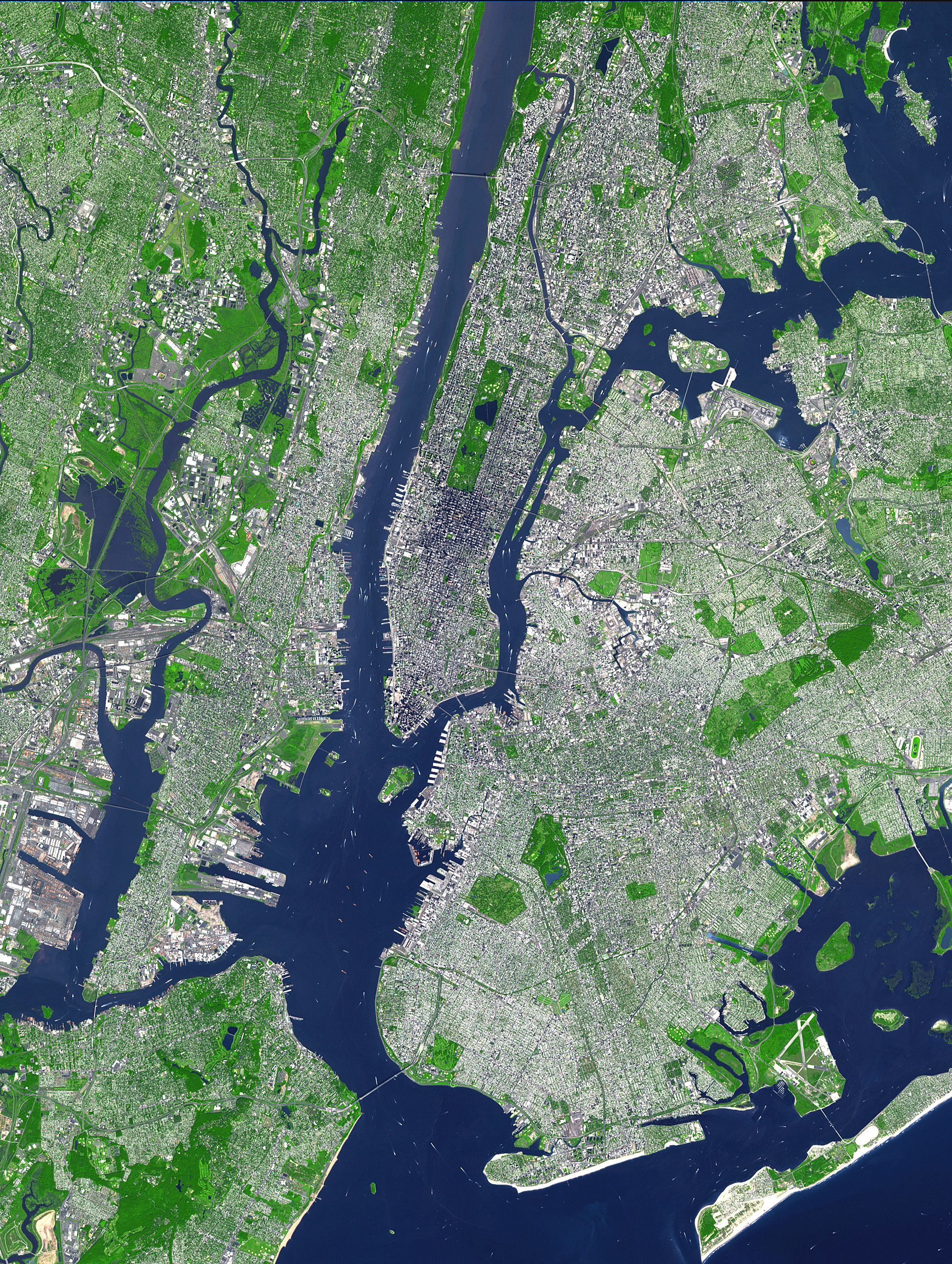
Satellietfoto van New York

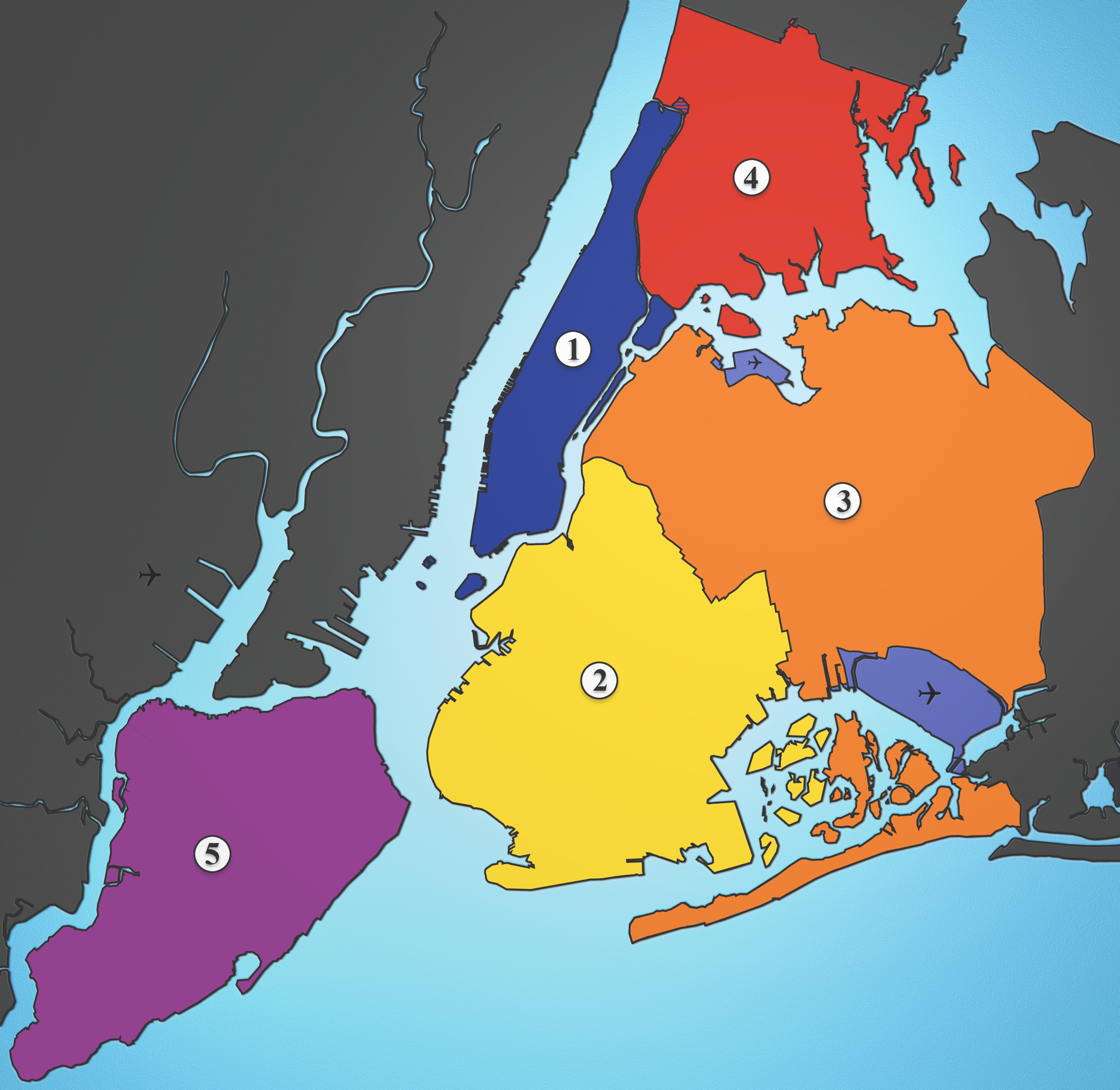
De vijf boroughs:
Manhattan
Brooklyn
Queens
The Bronx
Staten Island

### Topografie
New York ligt in het noordoosten van de Verenigde Staten en in het zuidoosten van de staat New York, centraal tussen de steden Washington en Boston. De stad is gesitueerd aan de monding van de Hudson River waar deze een beschutte natuurlijke haven vormt voordat ze in de Atlantische Oceaan uitkomt. Deze geografische voordelen hebben New York sterk geholpen in zijn groei tot wereldhandelsstad. Het merendeel van de stad is op de drie eilanden Manhattan, Staten Island en Long Island gebouwd. De schaarste aan grond voor uitbreidingen heeft in sommige gebieden een hoge tot zeer hoge bevolkingsdichtheid tot gevolg.
De Hudson stroomt door de Hudsonvallei (Hudson Valley) in de Baai van New York. Tussen New York en de stad Troy is de Hudson een estuarium. Waar de Hudson de grens tussen New York en New Jersey vormt, scheidt de East River de stadsdelen The Bronx en Manhattan van Long Island. Harlem River, net als de East River een getijdenrivier, verbindt de East River met de Hudson en vormt zo de grens tussen Manhattan en The Bronx.
De kustlijn van de stad is door landaanwinning in de loop van de geschiedenis sterk veranderd. Al in koloniale tijden is door de Nederlanders hiermee een aanvang gemaakt. Vooral in Lower Manhattan heeft de landaanwinst veranderingen teweeggebracht, diverse projecten zoals de ontwikkeling van Battery Park City in de jaren 70 en 80 van de 20e eeuw zijn er het gevolg van.
De totale landoppervlakte van de stad bedraagt naar schatting 789,43 km², terwijl de volledige oppervlakte 1214,4 km² bedraagt. Het hoogste natuurlijke punt van New York is Todt Hill op Staten Island met een hoogte van 124,9 m boven zeeniveau. Deze kleine heuvelrug aan de kust is grotendeels met bossen bedekt en maakt deel uit van de Staten Island Greenbelt.

### Districten en wijken
New York is ingedeeld in vijf stadsdistricten of boroughs, die gelijk zijn aan vijf county's van de staat New York. Deze structuur is uniek in de Verenigde Staten. Opvallend is dat als deze boroughs/county's steden op zich zouden zijn, vier van de vijf in de top 10 van de dichtstbevolkte steden van de Verenigde Staten zou staan.
- The Bronx (Bronx County, bevolking: 1.373.659[24]) is de noordelijkste borough van New York, de locatie van het Yankee Stadium, de thuisbasis van de New York Yankees. Hier bevindt zich ook de wijk Co-op City, het grootste huisvestingsproject van een woningbouwvereniging in de Verenigde Staten.[25] Op een heel klein stukje van Manhattan (Marble Hill) na, is The Bronx het enige deel van de stad dat zich op het Amerikaanse vasteland bevindt. The Bronx staat bekend als de geboorteplaats van de rap en de hiphopcultuur.[26]
- Brooklyn (Kings County, bevolking: 2.528.050[24]) is de borough met het grootste inwoneraantal. Het was een zelfstandige stad tot 1898. Brooklyn is bekend om zijn culturele, sociale en etnische diversiteit, zijn specifieke kunststromingen, zijn wijken met een eigen karakter en om zijn unieke architecturale erfgoed. Het is de enige borough buiten Manhattan die een duidelijk centrum heeft. Er is een lange kustlijn met veel stranden en het bekende Coney Island, een van de eerste pretparken in de regio.[27]
- Manhattan (New York County, bevolking: 1.620.867[24]) is de borough met de hoogste bevolkingsdichtheid en is wereldbefaamd door de wolkenkrabbers en het grote Central Park. Manhattan is het financiële centrum van de stad en er bevinden zich hoofdkantoren van vele multinationals en internationale organisaties, zoals de Verenigde Naties. Ook zijn er belangrijke universiteiten gevestigd, evenals culturele bezienswaardigheden zoals musea, het Broadway-theaterdistrict, Greenwich Village, en Madison Square Garden (waar o.a. the New York Knicks thuis spelen). Manhattan is te verdelen in Lower, Midtown en Upper Manhattan. Upper Manhattan is dan weer verdeeld in de Upper East Side en de Upper West Side, van elkaar gescheiden door Central Park. Het noordelijkste gedeelte heet Harlem.
- Queens (Queens County, bevolking: 2.270.338[24]) is de grootste borough en is de etnisch meest diverse county in de Verenigde Staten.[28] Het zal Brooklyn in de toekomst waarschijnlijk voorbijstreven qua inwonertal. Van oorsprong is Queens een verzameling dorpjes gesticht door Nederlanders. Tegenwoordig wordt de borough hoofdzakelijk door middenklasse Amerikanen bewoond. Het is de enige grote county in de Verenigde Staten waar het gemiddelde inkomen van een Afro-Amerikaan, met ongeveer 52.000 dollar, hoger ligt dan dat van een blanke Amerikaan. In Queens liggen twee grote luchthavens, LaGuardia Airport en John F. Kennedy International Airport (JFK).
- Staten Island (Richmond County, bevolking: 481.613[24]) is de meest voorstedelijke borough. Staten Island is met Brooklyn verbonden door de Verrazano-Narrows Bridge en met Manhattan door de gratis Staten Island Ferry, die tevens geldt als een populaire toeristische attractie. De Staten Island Greenbelt, die centraal op Staten Island ligt en 25 km² groot is, biedt zo'n 56 km wandelpaden en een van de laatste onverstoorde bossen van de stad. De FDR Boardwalk, gelegen langs de South Beach, is met 4 km de op drie na langste boardwalk ter wereld.

Het eiland Manhattan is het centrum van de wereldstad New York. Manhattan is door bruggen en tunnels verbonden met Brooklyn, Queens en the Bronx, en ook met de staat New Jersey aan de andere oever van de Hudson.
Elk van deze boroughs bevat tientallen of zelfs honderden wijken, vaak met een heel eigen identiteit. Op Manhattan zijn er diverse stadsdelen, die vaak echt "dorpen in de stad" zijn. Voorbeelden zijn Chinatown, Greenwich Village, Little Italy, SoHo (afkorting van South of Houston Street) en TriBeCa (afkorting van Triangle below Canal Street).

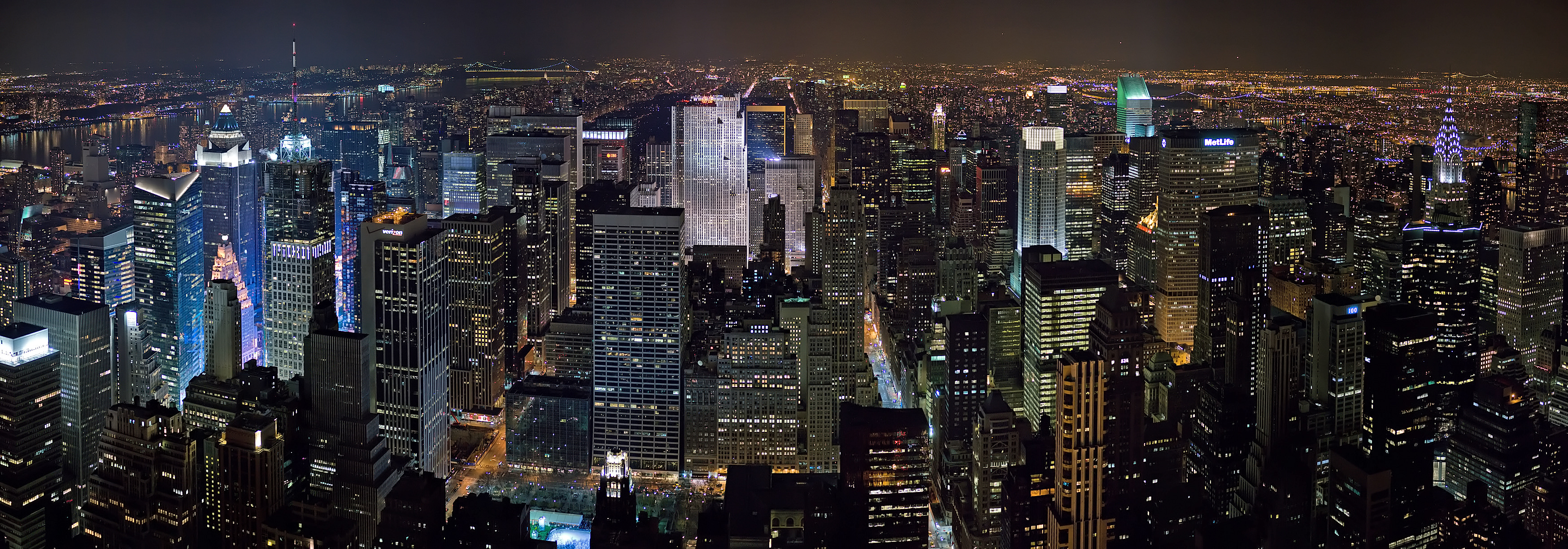
De skyline van Midtown Manhattan vanaf het Empire State Building

### Parken

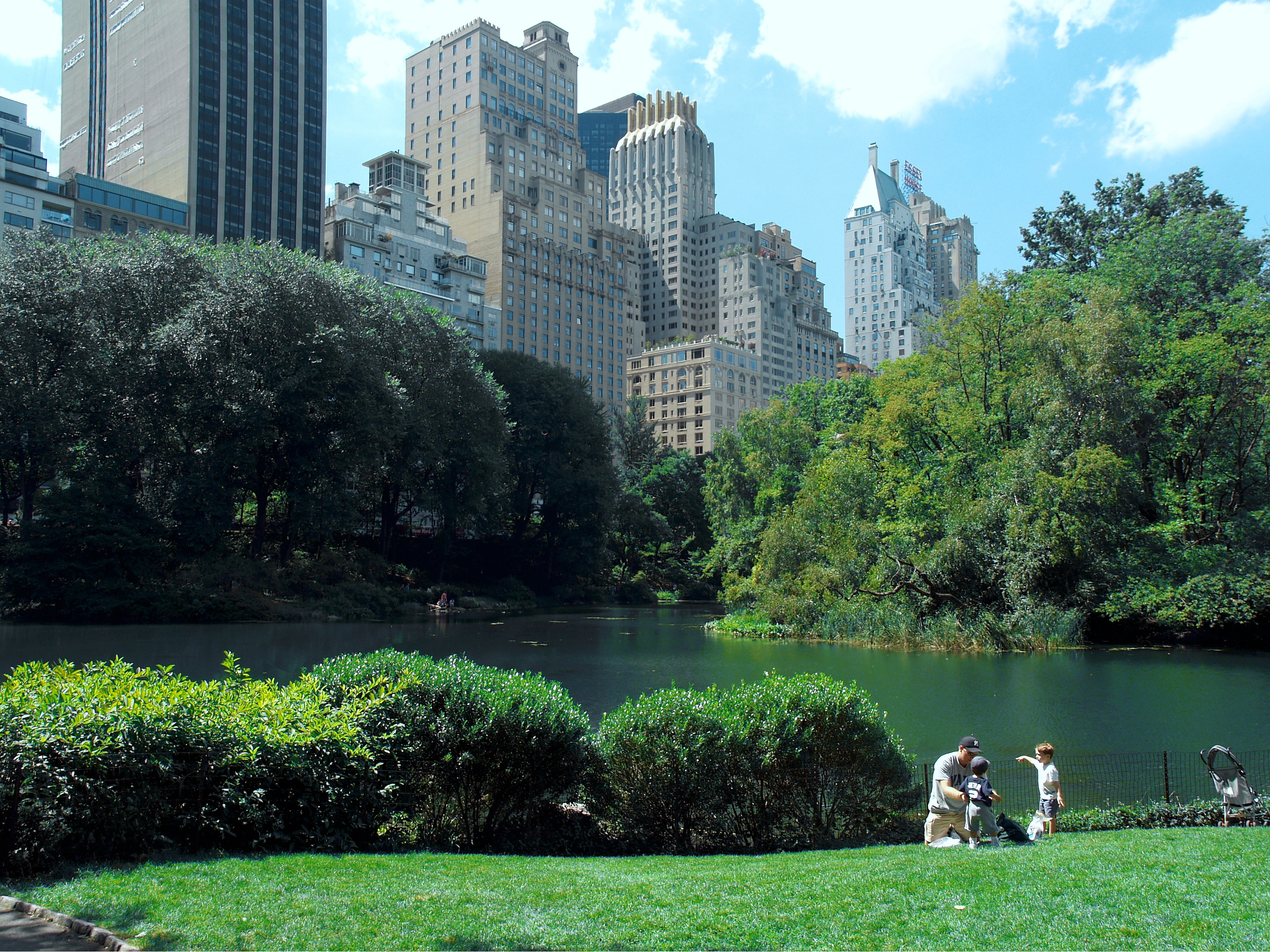
Central Park in Manhattan is het meest bezochte park in de Verenigde Staten

New York heeft 11.000 hectare aan gemeentelijke parken en 22 kilometer aan openbare stranden. Deze oppervlakte is zo groot door de duizenden hectares van het Gateway National Recreation Area, onderdeel van de National Park Service, dat binnen de stadsgrenzen ligt. De Jamaica Bay Wildlife Refuge is het enige natuurreservaat binnen het Nationaal Park Systeem en beslaat met meer dan 3.600 hectare aan water en moerassige eilanden het grootste gedeelte van de Jamaica Bay.
Het Central Park in Manhattan, ontworpen door Frederick Law Olmsted en Calvert Vaux, is met 30 miljoen bezoekers per jaar het meest bezochte park in de Verenigde Staten. Het park strekt zich uit van 59th tot 110th Street en heeft een totale oppervlakte van 341 hectare. Het duurde 16 jaar om het park aan te leggen. In 1873 was het voltooid; in 1965 werd het officieel een historisch monument en in 1974 een New York City monument. Prospect Park in Brooklyn is ook door Olmsted en Vaux ontworpen en beslaat een gebied van 36 hectare. Flushing Meadows Corona Park in Queens is het op een na grootste park van de stad en was het toneel van de wereldtentoonstellingen van 1939 en van 1964. Bryant Park is een groene oase tussen de wolkenkrabbers van Garment District in Midtown Manhattan. In The Bronx zijn ook drie grote parken gelegen, het Pelham Bay Park is het grootste park in New York, het Van Cortlandt Park is het op twee na grootste. Bronx Park is gekend van de Bronx Zoo en de New York Botanical Garden.

### Klimaat
New York heeft volgens de klimaatclassificatie van Köppen een vochtig subtropisch klimaat. Volgens de klimaatclassificatie van Trewartha heeft de stad een gematigd zeeklimaat, omdat de temperatuur in de koudste maanden gemiddeld −1,5 °C is op het John F. Kennedy International Airport en 0 °C in Central Park. De stad heeft gemiddeld 234 zonnige dagen per jaar.
De zomers zijn gewoonlijk warm en vochtig met gemiddelde temperaturen van 21-25 °C. De winters zijn koud, maar door de ligging van de stad aan de Atlantische kust zijn de temperaturen wat minder koud dan in het binnenland, met maximumtemperaturen net boven het vriespunt en minimumtemperaturen die net onder het vriespunt kunnen liggen. Lente en herfst zijn wisselend en kunnen verschillen van koel tot heet, hoewel ze gewoonlijk mild zijn met een lage luchtvochtigheid. Extremen komen ieder jaar voor. In de zomer komt de temperatuur gemiddeld 16 tot 19 dagen boven de 32 °C uit; over langere perioden van 4 tot 6 jaar komen zo nu en dan zelfs temperaturen van 38 °C voor. Ook de winter kent extremen: ieder jaar kan de temperatuur enkele dagen dalen tot −12 °C of stijgen tot 10-15 °C.
De jaarlijkse regenval, die redelijk gelijk is verspreid over het jaar, bedraagt ongeveer 1.170 mm. De gemiddelde sneeuwval is rond de 63,5 cm, maar verschilt behoorlijk van jaar tot jaar. De stad wordt soms getroffen door zeer hevige, alles verlammende sneeuwstormen (blizzards). Soms stevige onweersbuien zijn gedurende de zomermaanden een normaal verschijnsel. Hoewel orkanen niet direct worden geassocieerd met New York komen ze wel voor. Zo veroorzaakte in 1821 de Norfolk & Long Island-orkaan een overstroming in het zuiden van Manhattan. In 1938 vernielde de New England-orkaan het oostelijke deel van de stad. In de nacht van 29 op 30 oktober 2012 werd New York opnieuw door een orkaan getroffen: Sandy. Sandy richtte langs de hele oostkust van de Verenigde Staten enorme schade aan door zware windstoten en hoog water. Rond het tijdstip dat New York werd getroffen, was het eveneens springtij waardoor de schade nog veel groter werd.
| Maand                               | jan   | feb   | mrt   | apr   | mei   | jun  | jul   | aug   | sep   | okt  | nov   | dec   | Jaar    |
| ----------------------------------- | ----- | ----- | ----- | ----- | ----- | ---- | ----- | ----- | ----- | ---- | ----- | ----- | ------- |
| Hoogste maximum (°C)                | 22,2  | 23,9  | 30    | 35,5  | 37,2  | 38,3 | 41,1  | 40    | 38,8  | 34,4 | 28,8  | 23,8  | 41,1    |
| Gemiddeld maximum (°C)              | 3,3   | 5     | 10    | 16,1  | 21,6  | 26,1 | 28,9  | 27,8  | 23,8  | 17,8 | 11,7  | 6,1   | 16,6    |
| Gemiddeld minimum (°C)              | −3,3  | −2,2  | 1,6   | 6,6   | 12,2  | 17,2 | 20,5  | 20    | 15,5  | 10   | 5     | 0     | 8,6     |
| Laagste minimum (°C)                | −21,1 | −26,1 | −16,1 | −11,1 | 0     | 6,7  | 11,1  | 10    | 3,8   | −2,2 | −13,9 | −25   | −26,1   |
|                                     |       |       |       |       |       |      |       |       |       |      |       |       |         |
| Neerslag (mm)                       | 104,9 | 80    | 111   | 108,7 | 119,1 | 97,5 | 117,3 | 107,2 | 107,4 | 97,8 | 110,7 | 100,3 | 1.261,9 |
| Bron: NOAA/National Weather Service |       |       |       |       |       |      |       |       |       |      |       |       |         |

### Milieu

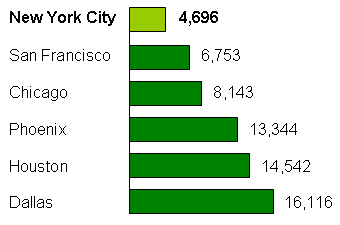
Vergelijking van het energiegebruik van zes Amerikaanse steden in de periode 2000-2005, gemeten naar gemiddeld jaarlijks energiegebruik in kWh per inwoner

New York doet het wat milieu betreft goed in vergelijking met veel andere steden. Zo is het gebruik van openbaar vervoer in de stad het hoogste van de gehele Verenigde Staten. Daardoor is het brandstofgebruik gelijk aan het nationaal gemiddelde in de jaren 20 van de twintigste eeuw. Door het intensieve gebruik van het openbaar vervoer bespaarde New York 6,8 miljoen liter olie in 2006. Daarmee is de stad een belangrijke bijdrager aan energiebesparing door middel van de inzet van openbaar vervoer; het maakt New York tot een van de energiezuinigste steden van de Verenigde Staten. De uitstoot van broeikasgassen in New York is 7,1 ton per inwoner, dat is minder dan een derde van het nationale gemiddelde van 24,5 ton. Gezamenlijk zijn de New Yorkers verantwoordelijk voor de uitstoot van één procent van de broeikasgassen in de Verenigde Staten, terwijl New York 2,7% van de bevolking herbergt. De gemiddelde New Yorker verbruikt de helft minder elektriciteit dan een inwoner van San Francisco en slechts ruim een kwart van de hoeveelheid elektriciteit die verbruikt wordt door een inwoner van Dallas.
New York richt zich ook op het gebruik van minder energie in stadskantoren en openbare gebouwen. De stad is koploper met de bouw van energiezuinige groene kantoorpanden, zoals de Hearst Tower.
Verder is er een groot wagenpark met energiezuinige openbaarvervoersbussen, met bussen die rijden op aardgas (cng) en ook hybride aangedreven bussen. In de stad rijdt daarnaast een aantal van de eerste hybride taxi's. Ondanks deze maatregelen hebben vooral de inwoners van de armste wijken door luchtvervuiling nog altijd bovengemiddeld veel last van astma en andere ademhalingsproblemen.

## Demografie

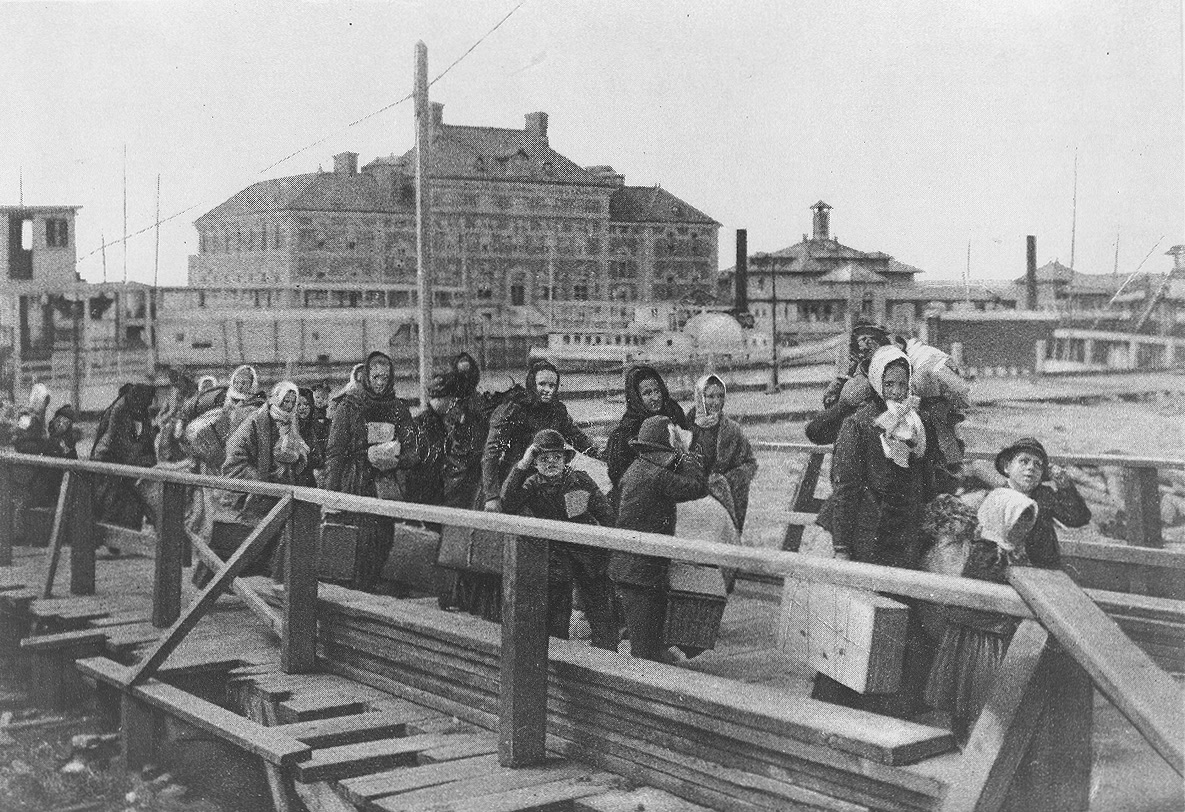
Immigranten komen aan op Ellis Island, in New York. Foto uit 1902

New York is de stad met het grootste inwoneraantal in de Verenigde Staten, met 8.363.710 inwoners op 1 juli 2008 (van 7,3 miljoen in 1990). Dit aantal maakt ongeveer 40% uit van het totale inwoneraantal van de staat New York en ongeveer eenzelfde percentage binnen het metropoolgebied. Gedurende het laatste decennium groeide het aantal inwoners en verwacht wordt dat het New York tegen 2030 tussen de 9,2 miljoen en 9,5 miljoen inwoners zal hebben.
Twee belangrijke demografische eigenschappen zijn de bevolkingsdichtheid en de culturele diversiteit. De bevolkingsdichtheid van de stad is 10.194 inwoners per km², dat is de grootste dichtheid van alle gemeenten in de Verenigde Staten met een inwoneraantal hoger dan 100.000. Manhattans bevolkingsdichtheid is 25.846 per vierkante kilometer, dat is de hoogste dichtheid van alle regio's in de Verenigde Staten.
New York heeft een hoge graad van inkomensongelijkheid: in 2005 lag in het rijkste censusgebied het mediane inkomen per huishouden op $188.697, terwijl dit in het armste gebied $9.320 bedroeg. Deze ongelijkheid is groter geworden door aanhoudende salarisverhogingen voor de hogere inkomensklasse, terwijl de lonen van de middel- en lage inkomensklasse stagneerden. In 2006 was het gemiddelde weeksalaris in Manhattan $1453, het hoogste en snelst groeiende salaris onder de grootste county's in de Verenigde Staten. Deze borough heeft te maken met een babyboom, een uniek gegeven voor een Amerikaanse stad. Sinds 2000 is het aantal kinderen onder de vijf jaar in Manhattan met 32% gestegen.
Huiseigendom is in New York met ongeveer 33% veel lager dan het nationale gemiddelde van 69%. Het percentage leegstaande huurwoningen ligt gewoonlijk tussen de 3% en 4,5%. Dit is beneden de grens van 5% die gebruikt wordt om te bepalen dat er sprake is van een huisvestingsprobleem. Het wordt gebruikt als rechtvaardiging om een deel van de huurmarkt te controleren en te stabiliseren. Ongeveer 33% van de huurprijzen worden door de overheid gereguleerd. Het vinden van huisvesting, en zeker betaalbare huisvesting, kan in New York erg moeilijk zijn.

### Religie
New York is een multiculturele stad en ook op religieus gebied is de stad heel divers. Ten tijde van de Nederlandse overheersing was alleen de Nederduitse Gereformeerde Kerk (later Nederlandse Hervormde Kerk) toegestaan. Niet-hervormde inwoners, zoals de quakers, werden zelfs vervolgd door de overheid (Peter Stuyvesant) vanwege hun afwijkende religieuze opvattingen.
De stad bleef ook na de Britse overheersing en de Amerikaanse onafhankelijkheid lange tijd protestants. Pas door de komst van grote groepen immigranten uit Italië en Ierland werd het rooms-katholicisme zichtbaar in het dagelijks leven. Dit zorgde voor veel argwaan onder protestanten, die in de nieuwe soort immigranten een bedreiging zagen voor hun vrijheid en onafhankelijkheid. Ze meenden dat de katholieken vooral naar het gezag van de paus zouden luisteren en er ontstonden vele antipaapse rellen.
In de tweede helft van de 19e eeuw migreerden grote groepen Chinezen naar de stad. Deze immigranten bouwden in de Chinatowns hun eigen religieuze gebouwen. Meestal waren dit Chinese tempels die een mengsel van de drie belangrijkste religies van China bevatten: confucianisme/voorouderverering, Chinees boeddhisme en taoïsme. Pas in de 20e eeuw verrezen aparte boeddhistische tempels, taoïstische tempels en een confuciustempel.

### Bevolkingsafkomst

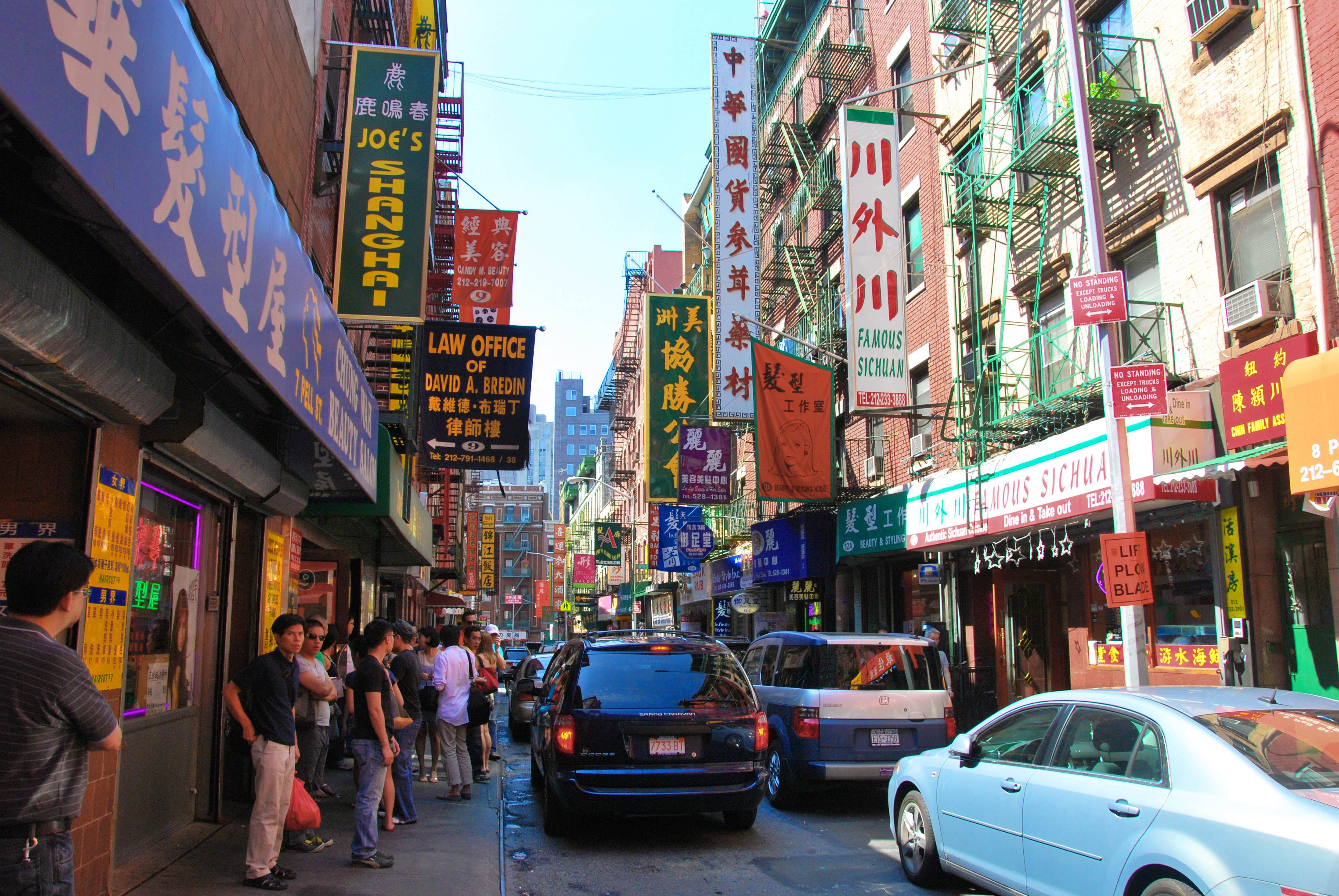
Chinatown in Manhattan

De bevolkingssamenstelling van New York is bijzonder divers. Gedurende de geschiedenis is de stad altijd een belangrijk aankomstpunt geweest voor nieuwe immigranten uit vele landen. Het begrip melting pot (smeltkroes) is als eerste gebruikt om de samenstelling van de dichtbevolkte immigrantenwijken in de Lower East Side aan te duiden. Tegenwoordig is 36% van de bevolking van New York geboren buiten de Verenigde Staten. Van de Amerikaanse steden wordt dit aantal alleen overschreden door Los Angeles en Miami. Terwijl in die steden de immigrantengemeenschappen worden gedomineerd door een gering aantal nationaliteiten, is er in New York geen enkel land of regio van herkomst dat domineert. De tien grootste landen van herkomst van hedendaagse immigratie zijn de Dominicaanse Republiek, China, Jamaica, Guyana, Mexico, Ecuador, Haïti, Trinidad en Tobago, Colombia en Rusland. In de stad worden ongeveer 170 verschillende talen gesproken.
In het New Yorkse metropoolgebied woont de grootste Joodse gemeenschap buiten Israël. In New York woonden in 2000 ruim één miljoen Joden. Dit is de grootste Joodse gemeenschap ter wereld, groter dan die van Tel Aviv. Ongeveer 15% van de New Yorkers is Joods. Daarnaast woont ook bijna een kwart van de Indiase Amerikanen en de grootste Afro-Amerikaanse gemeenschap van alle steden in de Verenigde Staten in New York.
De vijf grootste etnische groepen volgens de volkstelling van 2005 zijn: Puerto Ricanen, Italianen, West-Indiërs, Dominicanen en Chinezen. De Puerto Ricaanse populatie in New York is de grootste buiten Puerto Rico. Italianen emigreerden in grote aantallen naar de stad in de vroege twintigste eeuw. Er zijn ook veel mensen van Ierse afkomst: zij zijn de op vijf na grootste etnische groep. In New York zijn drie Chinese buurten te vinden. De Chinese buurten zijn weer onder te verdelen op de jiaxiang van de Chinese Amerikanen. Door sterke segregatie worden vele buurten gedomineerd door een bepaalde bevolkingsgroep.

### Criminaliteit
Sinds 2005 heeft de stad de laagste misdaadcijfers van de 25 grootste Amerikaanse steden, zodat het aanzienlijk veiliger is geworden na de misdaadpieken in de jaren 80 en 90. In 2002 had New York een van de laagste misdaadcijfers van alle Amerikaanse steden met een bevolking groter dan 100.000. Gewelddadige criminaliteit in de stad daalde van 1993 tot 2005 meer dan 75%, terwijl de misdaadcijfers over de gehele Verenigde Staten stegen. In 2005 was het aantal gepleegde moorden op het laagste niveau sinds 1963. In het jaar 2007 werden er minder dan 500 moorden gepleegd, dat was voor het eerst sinds men in 1963 de criminaliteitscijfers begon te publiceren.
Sociologen en criminologen zijn het niet eens over de oorzaken van de daling van de misdaadcijfers. Sommigen zeggen dat het komt door de nieuwe tactieken van de New York City Police Department. Anderen zoeken de oorzaak bij het afgenomen gebruik van cocaïne, of bij demografische veranderingen.
New York werd lange tijd geassocieerd met georganiseerde misdaad. Dat begon met de Forty Thieves en de Roach Guards, twee Ierse straatbendes die actief waren in de krottenwijk Five Points rond 1820. In de 20e eeuw kwam de maffia op die gedomineerd werd door de Five Families. Gangs, zoals de Black Spades lieten van zich horen tegen het einde van de 20e eeuw.

## Economie

### Bedrijvigheid

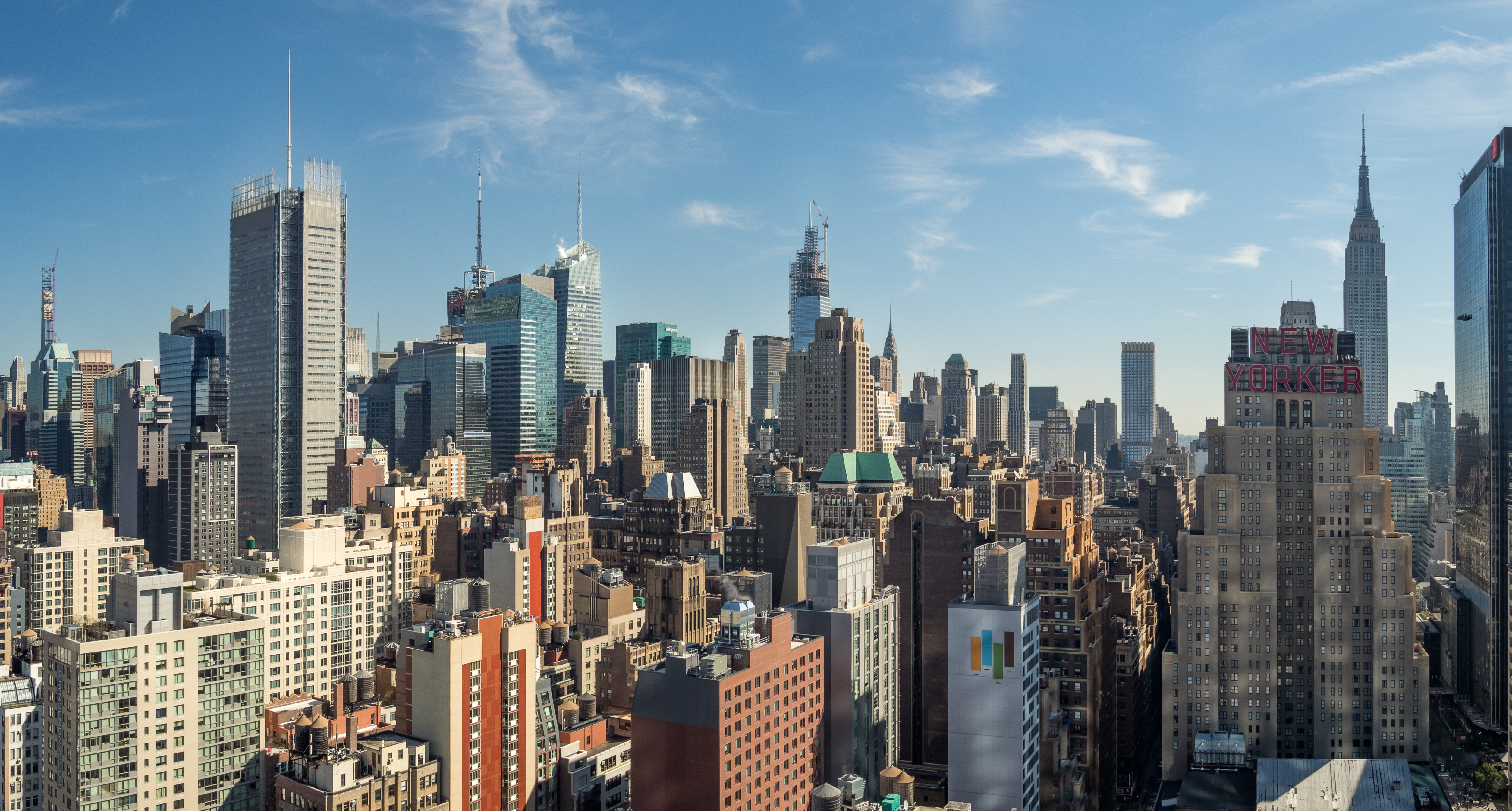
Midtown Manhattan kijkend van bovenaf de Hudson Commons

New York is een belangrijk centrum voor financiën, verzekeringen, vastgoed, media en kunst in de Verenigde Staten en daarbuiten. Samen met Londen en Tokio wordt de stad tot de financiële centra van de wereldeconomie gerekend. Het metropoolgebied heeft de grootste regionale economie van de Verenigde Staten en is, na Tokio, de grootste stadseconomie van de wereld. Veel grote bedrijven hebben een hoofdkantoor in New York, waaronder 44 bedrijven uit de Fortune 500. New York is ook uniek onder de Amerikaanse steden met betrekking tot het grote aantal buitenlandse ondernemingen: één op de tien banen uit de private sector in de stad komt van buitenlandse bedrijven.
In New York staan enkele van de duurste gebouwen van het land en de wereld. 450 Park Avenue werd op 2 juli 2007 verkocht voor $510 miljoen, dat is ongeveer $17.100 per vierkante meter. Daarmee werd het nauwelijks een maand oude record gebroken van een Amerikaans bedrijfspand aan 660 Madison Avenue dat in juni 2007 $15.890 per vierkante meter opbracht.
Midtown Manhattan is het grootste central business district in de Verenigde Staten en bevat de grootste concentratie wolkenkrabbers van de stad. Lower Manhattan is het op twee na grootste central business district in de Verenigde Staten. In dit gebied liggen de New York Stock Exchange - aan Wall Street - en de NASDAQ, 's werelds grootste effectenbeurzen gemeten naar gemiddeld dagelijks handelsvolume en marktkapitaal. Financiële diensten tellen voor 35% mee in de werkgelegenheid van de stad. Vastgoedbelegging is een belangrijk onderdeel van de economie van de stad, zo was de waarde in 2006 van alle bezittingen in New York $802,4 miljard. Het Time Warner Center is met een waarde van 1,1 miljard het gebouw met de hoogste marktwaarde in New York.

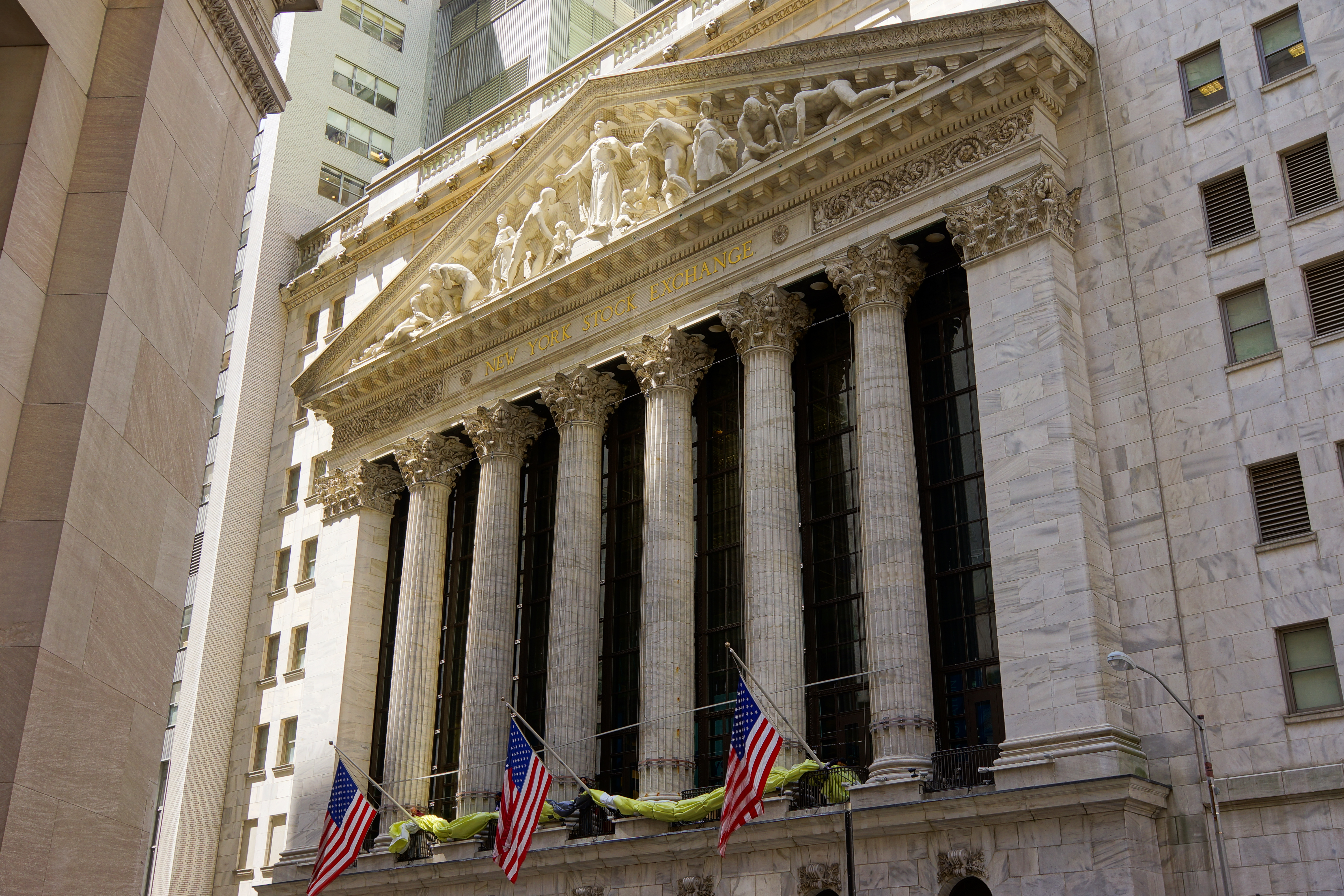
De New York Stock Exchange op Wall Street.

De televisie- en filmindustrie is na Hollywood de grootste van het land. Creatieve sectoren als de nieuwe media, reclame, mode, design en architectuur vormen groeiend deel van de werkgelegenheid. High-hightechindustrieën zoals biowetenschap, software-ontwikkeling, game-ontwerp en internetdiensten zijn eveneens groeiende. Deze sectoren hebben voordeel van de ligging van de stad aan het eind van meerdere trans-Atlantische glasvezelverbindingen. Andere belangrijke sectoren zijn medische technologie en onderzoek, non-profitinstellingen en universiteiten.
Productie vormt een belangrijk doch afnemend deel van de werkgelegenheid. Kleding, chemicaliën, meubels en metaal- en voedselproducten zijn een aantal van de voornaamste producten. De voedselbewerkingsindustrie is de stabielste productiesector van de stad. Het is een industrie met een waarde van $5 miljard en biedt werk aan meer dan 19.000 inwoners, onder wie een groot aantal immigranten die nauwelijks Engels spreken.

### Media

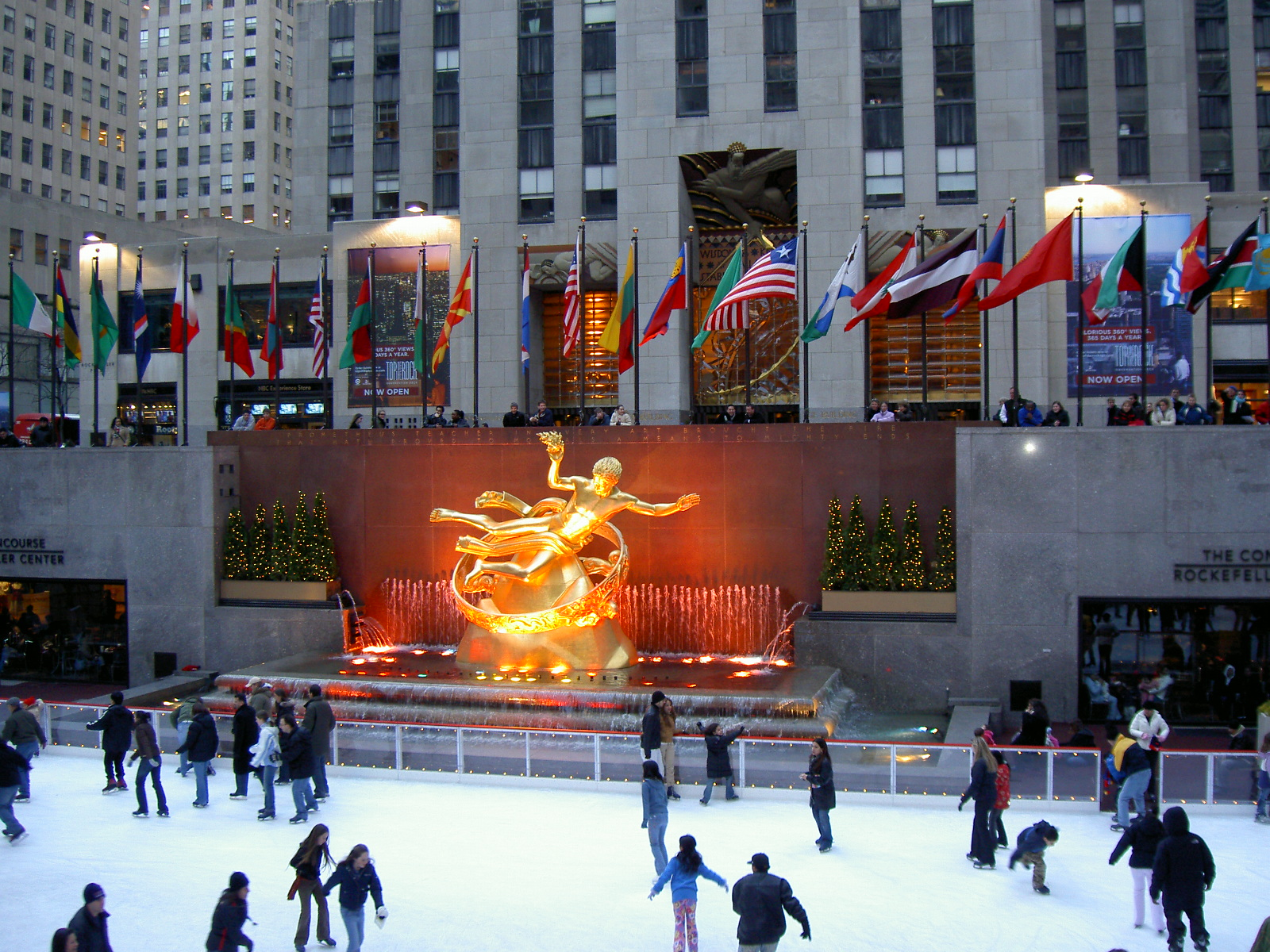
In Rockefeller Center zijn de NBC Studio's gevestigd

In New York bevindt zich een aantal van de grootste (kranten)uitgeverijen, succesvolste televisiestations en grootste platenmaatschappijen ter wereld. Onder de gevestigde mediaconglomeraten zijn Time Warner, News Corporation, de Hearst Corporation en Viacom. Zeven van de acht grootste reclamebureaus wereldwijd hebben een hoofdkantoor in New York. Drie van de Grote Vier platenlabels (Universal, Sony, Warner en EMI) zijn gevestigd in de stad. Uitgeverijen, zoals Random House, Simon & Schuster en Penguin Group bieden gezamenlijk werk aan ongeveer 25.000 mensen.
Meer dan 200 kranten en 350 tijdschriften hebben een kantoor in de stad, waaronder de twee grote kranten The Wall Street Journal (oplage: 2,1 miljoen) en The New York Times (oplage: 1,1 miljoen). Grote tabloids in de stad zijn de New York Daily News (oplage: 795.000) en de New York Post (oplage: 650.000), in 1801 opgericht door Alexander Hamilton. De stad heeft ook een grote etnische pers, met 270 kranten en tijdschriften in meer dan 40 talen.
El Diario La Prensa is New Yorks grootste Spaanstalige krant met een oplage van 265.000 per dag. The New York Amsterdam News, gepubliceerd in Harlem, is een prominente Afro-Amerikaanse krant. Daarnaast zijn er nog een aantal kranten die alleen op de boroughs zijn gericht, zoals de Brooklyn Daily Eagle en de Staten Island Advance.
De televisie- en filmindustrie is een belangrijke werkgever in de stad en biedt werk aan 100.000 mensen. De vier grote Amerikaanse zenders ABC, CBS, FOX en NBC hebben allemaal hun hoofdkantoor in New York. Veel kabelzenders zijn ook gevestigd in de stad, zoals MTV, Fox News, HBO en Comedy Central. In 2005 werden meer dan 100 televisieshows opgenomen in New York.

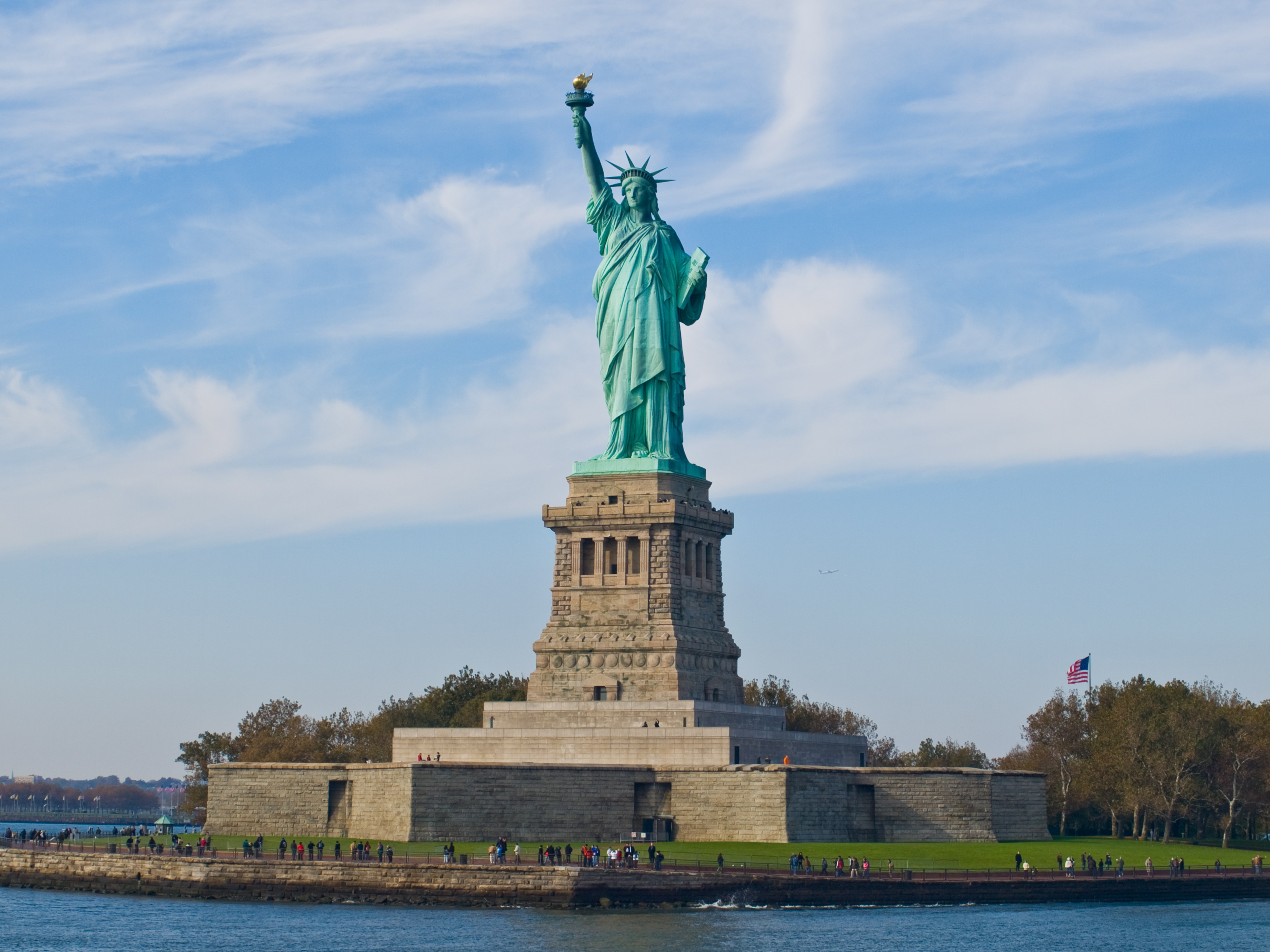
Het Vrijheidsbeeld is een belangrijke toeristische attractie

### Toerisme
Toerisme is belangrijk voor New York, met ongeveer 46 miljoen buiten- en binnenlandse toeristen in 2007.
De bekendste bezienswaardigheid is waarschijnlijk het Vrijheidsbeeld, een belangrijke toeristische attractie en een van de bekendste iconen van de Verenigde Staten. Daarnaast gelden ook bezienswaardigheden als het Empire State Building, Wall Street, Ellis Island, theaterproducties op Broadway, museums als het Metropolitan Museum of Art, en andere toeristische attracties zoals Central Park, Washington Square Park, Brooklyn Bridge, Rockefeller Center, Times Square, Hoofdkwartier van de Verenigde Naties, het Bronx Park met daarin de Bronx Zoo en de New York Botanical Garden, winkelen aan Fifth Avenue en Madison Avenue, evenementen als de Halloween Parade in Greenwich Village, de Tribeca Film Festival en gratis optredens in Central Park tijdens Summerstage als toeristische trekpleisters. Na de aanslagen op 11 september 2001 werden ook de resten van het World Trade Center, ook wel bekend als Ground Zero, door veel mensen bezocht.
Volgens het toerismebureau kwamen in 2012 de meeste toeristen uit: Canada (1.063.000), het Verenigd Koninkrijk (1.033.000), Brazillië (806.000), Frankrijk (667.000), Duitsland (547.000), Australië (595.000), China (541.000), Midden-Oosten (478.000), Italië (449.000) en Mexico (387.000).

## Politiek en bestuur
Het bestuur van New York is meer gecentraliseerd dan dat van andere Amerikaanse steden, hetgeen blijkt uit de taken van het bestuur. In New York is het centrale bestuur verantwoordelijk voor het openbare onderwijs, gevangenissen, bibliotheken, openbare veiligheid, recreatiefaciliteiten, riolering, watervoorziening en sociale zekerheid. De stad omvat vijf county’s, die boroughs worden genoemd: The Bronx, Brooklyn, Manhattan, Queens en Staten Island. Dit is enigszins uniek omdat steden gewoonlijk binnen een county gevestigd zijn i.p.v. in meerdere. In tegenstelling tot andere county’s hebben de county’s binnen deze stad weinig autonomie en worden door het bestuur van de gehele stad geregeerd.
Het budget van de stad is met $50 miljard het grootste van alle steden in de Verenigde Staten. Dit budget wordt onder andere besteed aan onderwijs (31%), sociale diensten (20%), openbare veiligheid (13%) en pensioenen (10%). De stad biedt werk aan ongeveer 250.000 mensen.
Vertegenwoordigers van de Democratische partij bekleden de meeste publieke functies in de stad. Van de geregistreerde kiezers in de stad is 66% Democraat. Tussen 1924 en 2016 heeft geen enkele Republikein in New York een meerderheid weten te behalen bij de presidentsverkiezing of staatsverkiezing.

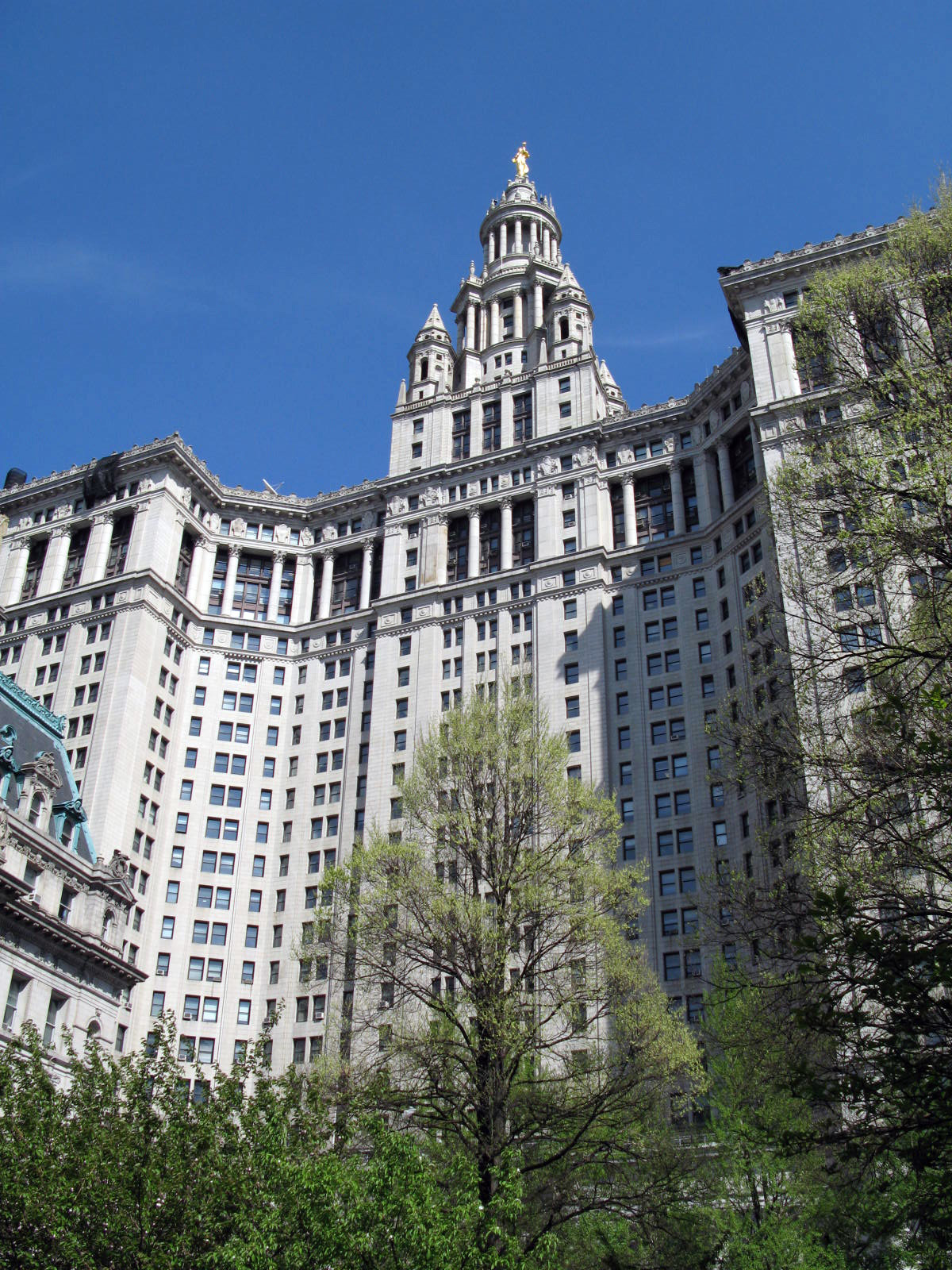
De Manhattan Municipal Building huisvest veel overheidsinstanties en is een van de grootste overheidsgebouwen ter wereld

### Uitvoerende macht
De uitvoerende macht van de stad New York bestaat uit de burgemeester, de Public Advocate, de Comptroller en de vijf presidenten van de boroughs.
De burgemeester is verantwoordelijk voor alle diensten van de stad, politie en brandweer, uitvoering van alle wetten in de stad, controle over het publieke eigendom en over de meeste publieke instellingen. De burgemeester wordt rechtstreeks gekozen voor een termijn van vier jaar en kan eenmaal herkozen worden. Door de burgemeester worden Deputy Mayors aangesteld, die assisteren bij belangrijke zaken, zoals onderwijs, economie en gezondheidszorg. Zij hebben echter geen recht om de burgemeester op te volgen wanneer deze zijn taken niet meer kan uitvoeren.
Michael Bloomberg was van 1 januari 2002 tot en met 31 december 2013 burgemeester van New York, als opvolger van Rudy Giuliani. Bloomberg stond bekend als Democraat, maar wisselde kort voor de verkiezingen van partij en nam deel als Republikein, om zo de drukke voorverkiezingen van de Democraten te kunnen vermijden. Bloomberg won de verkiezingen met ongeveer de helft van de stemmen en werd in 2005 herkozen met 59% van de stemmen. Sinds 2007 is Bloomberg onafhankelijk. Bloomberg, een voormalige zakenman, nam als burgemeester onder meer het onderwijs over van de staat en voerde een agressief gezondheidszorgbeleid, onder andere door het invoeren van een rookverbod in de horeca. Tijdens zijn tweede termijn maakte hij van schoolhervorming, armoedebestrijding en strenge wapencontrole speerpunten van zijn beleid. Bloomberg werd op 1 januari 2014 opgevolgd door de Democraat Bill de Blasio, nadat deze de burgemeestersverkiezingen van 2013 met ruim 73% van de stemmen had gewonnen. De Blasio werd bij de burgemeestersverkiezingen van 2017 met ruim 66% van de stemmen herkozen voor een nieuwe ambtstermijn, die tot en met 2021 liep. Op 1 januari 2022 werd Eric Adams de nieuwe burgemeester van New York.
De Public Advocate wordt direct gekozen en is verantwoordelijk voor het verbeteren van de relatie tussen burger en overheid. Hij onderzoekt klachten omtrent stadsinstellingen, bemiddelt tussen stadsinstellingen en burgers, fungeert als ombudsman en adviseert de burgemeester op het gebied van gemeenschapsrelaties.
De Comptroller beheert de financiën en wordt ook direct gekozen door de burgers. Naast het beheren van het pensioenfonds van de stad, adviseert de Comptroller de burgemeester en de gemeenteraad op ieder financieel gebied.
De bewoners van de boroughs kiezen door middel van directe verkiezingen een Borough President. Zij adviseren de burgemeester betreffende borough-gerelateerde zaken.

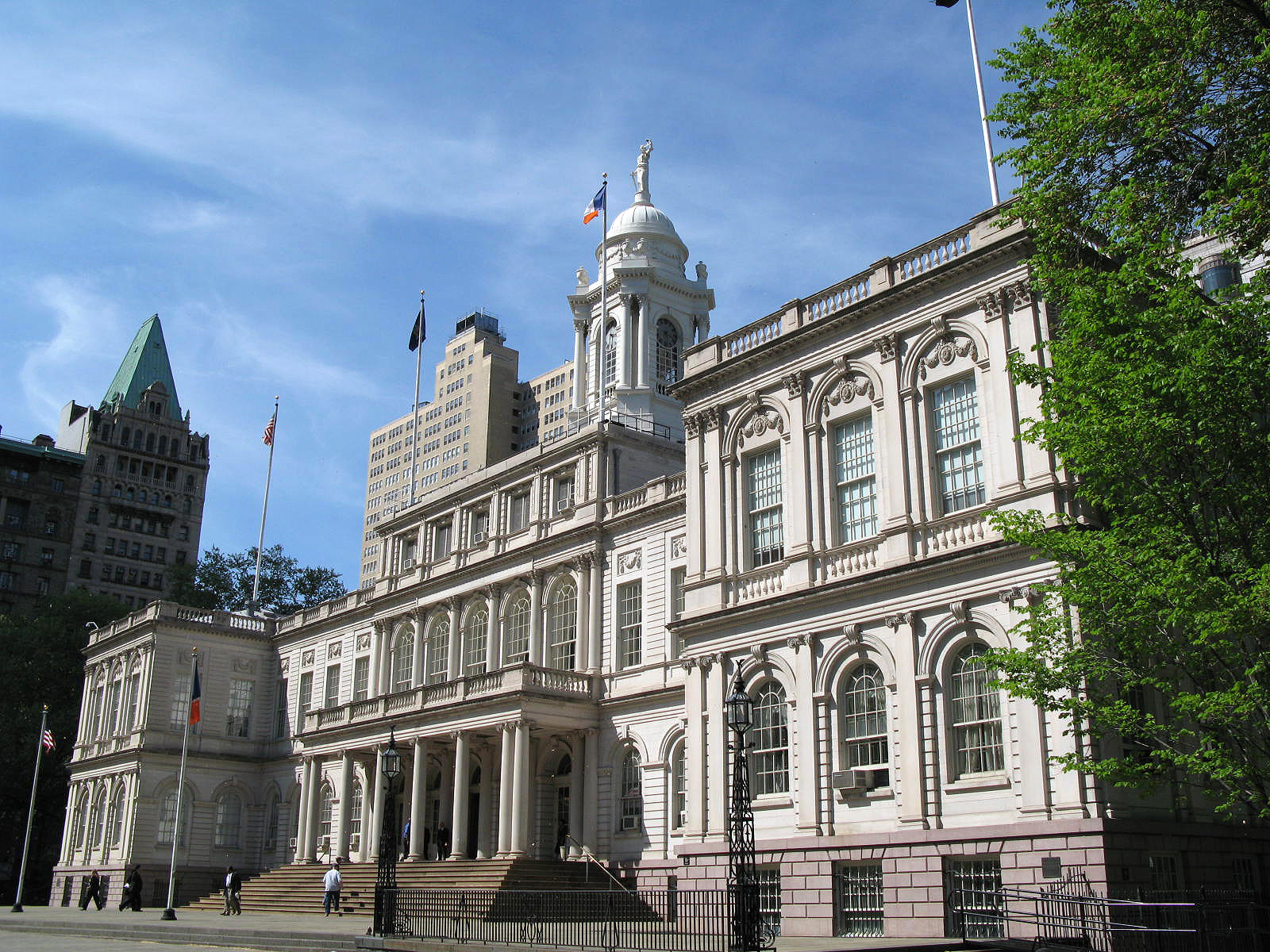
New York City Hall is de zetel van het stadsbestuur

### Wetgevende macht
De gemeenteraad van New York City (City Council) is de wetgevende macht. De wetsvoorstellen worden aangenomen bij meerderheid en worden vervolgens naar de burgemeester gestuurd, die ze kan bevestigen door zijn handtekening te plaatsen. Als de burgemeester zijn veto uitspreekt over het voorstel, heeft de raad 30 dagen tijd om een tweederdemeerderheid te krijgen om het voorstel alsnog in werking te laten treden. De gemeenteraad is een eenkamerig orgaan en bestaat uit 51 raadsleden. Zij worden door districten gekozen die ieder circa 157.000 mensen tellen. Raadsleden worden in het algemeen gekozen voor vier jaar, behalve in jaren wanneer er een volkstelling plaatsvindt in de jaren die deelbaar zijn door twintig. Dan worden de districten opnieuw bepaald en zijn er twee opeenvolgende termijnen nodig van twee jaar.

Het gebouw van de New York State Supreme Court op 60 Center Street

### Rechterlijke macht
De rechterlijke macht in New York bestaat uit civiele, strafrechtelijke en familierechtbanken. Deze rechtbanken zijn in alle boroughs aanwezig en hebben een jurisdictie voor de gehele stad. De civiele rechtbank behandelt alle civiele zaken met claims tot 25.000 dollar. De strafrechtelijke rechtbank behandelt kleine strafrechtelijke zaken. De familierechtbank behandelt zaken die kinderen en families aangaan. Ernstige misdaden en grote civiele zaken worden door de New York State Supreme Court behandeld. Anders dan de rest van de staat New York, heeft de stad New York geen typische County Courts (regionale rechtbanken). In plaats daarvan hebben de rechtbanken jurisdictie in de vijf regio's die overeenkomen met de vijf boroughs.

### Officiële zegel en vlag

Zegel van de stad New York

Het zegel van de stad New York dat dateert uit 1686 bevat het opschrift SIGILLVM CIVITATIS NOVI EBORACI, wat simpelweg betekent "het Zegel van de stad New York". Eboracum was de Romeinse naam van de huidige stad York, de titulaire zetel van Jacobus II als hertog van York. De twee figuren stellen de gelijkheid voor tussen de oorspronkelijke Amerikanen en de kolonisten. De vier molenwieken herinneren aan de Nederlandse geschiedenis van de stad als Nieuw Amsterdam. De bevers en de meeltonnen refereren aan de vroegste handelsgoederen van de stad. Na de Amerikaanse Revolutie is boven het zegel de Amerikaanse adelaar toegevoegd. Het jaartal "1625", dat onderaan het zegel wordt vermeld, is het jaartal waarin de stad werd gesticht.

Vlag van de stad New York

De vlag van de stad New York werd aangenomen in 1915. De vlag heeft blauwe, witte en oranje banen; deze kleuren verwijzen naar de Nederlandse vlag die boven de stad wapperde gedurende de Nederlandse tijd. In het midden van de vlag is in blauw het officiële zegel te zien.

### Stedenbanden
Sinds 2006 heeft New York een speciaal programma voor het onderhouden van stedenbanden, genaamd New York City Global Partners. Sinds de uitrol van dit programma heeft New York een uitgebreid netwerk van zustersteden over de hele wereld.
| Afrika - Accra (Ghana) - Addis Abeba (Ethiopië) - Caïro (Egypte) (1982) - Johannesburg (Zuid-Afrika) (2003) - Kaapstad (Zuid-Afrika) - Lagos (Nigeria) - Libreville (Gabon) - Nairobi (Kenia) Australië - Melbourne (Australië) - Sydney (Australië) | Azië - Bangalore (India) - Bangkok (Thailand) - Biên Hòa (Vietnam) - Changwon (Zuid-Korea) - Chongqing (China) - Delhi (India) - Dhaka (Bangladesh) - Dubai (Verenigde Arabische Emiraten) - Guangzhou (China) - Ho Chi Minhstad (Vietnam) - Hongkong (China) - Istanboel (Turkije) - Jakarta (Indonesië) - Jeruzalem (Israël) (1993) - Karachi (Pakistan) - Kuala Lumpur (Maleisië) - Manilla (Filipijnen) - Mumbai (India) - Peking (China) (1980) - Seoel (Zuid-Korea) - Shanghai (China) - Shenyang (China) - Singapore (Singapore) - Taipei (Taiwan) - Tel Aviv (Israël) - Tokio (Japan) (1960) | Europa - Amsterdam (Nederland) - Antwerpen (België) - Barcelona (Spanje) - Belfast (Verenigd Koninkrijk) - Berlijn (Duitsland) - Boedapest (Hongarije) (1992) - Boekarest (Roemenië) - Brussel (België) - Den Haag (Nederland) - Dublin (Ierland) - Düsseldorf (Duitsland) - Edinburgh (Verenigd Koninkrijk) - Genève (Zwitserland) - Glasgow (Verenigd Koninkrijk) - Hamburg (Duitsland) - Heidelberg (Duitsland) - Helsinki (Finland) - Kiev (Oekraïne) - Kopenhagen (Denemarken) - Lissabon (Portugal) - Londen (Verenigd Koninkrijk) (2001) - Luxemburg (Luxemburg) - Lyon (Frankrijk) - Madrid (Spanje) (1982) - Milaan (Italië) - Moskou (Rusland) - München (Duitsland) - Oslo (Noorwegen) - Parijs (Frankrijk) - Praag (Tsjechië) - Pristina (Kosovo) - Rome (Italië) (1992) - Rotterdam (Nederland) - Sint-Petersburg (Rusland) - Stockholm (Zweden) - Warschau (Polen) - Wenen (Oostenrijk) | Noord-Amerika - Baltimore (Verenigde Staten) - Boston (Verenigde Staten) - Calgary (Canada) - Chicago (Verenigde Staten) - Cuernavaca (Mexico) - Edmonton (Canada) - Los Angeles (Verenigde Staten) - Mexico-Stad (Mexico) - Monterrey (Mexico) - Montreal (Canada) - Ottawa (Canada) - Panama-Stad (Panama) - Philadelphia (Verenigde Staten) - Quebec (Canada) - Santo Domingo (Dominicaanse Republiek) (1983) - Toronto (Canada) - Vancouver (Canada) - Victoria (Canada) - Winnipeg (Canada) Zuid-Amerika - Bogota (Colombia) - Brasilia (Brazilië) (2004) - Buenos Aires (Argentinië) - Caracas (Venezuela) - Córdoba (Argentinië) - Curitiba (Brazilië) - Lima (Peru) - Medellín (Colombia) - Rio de Janeiro (Brazilië) - Santiago (Chili) - São Paulo (Brazilië) |

## Cultuur

### Architectuur
De gebouwen die het meest worden geassocieerd met New York, zijn de wolkenkrabbers. De bebouwing van de stad veranderde al in de 19e eeuw van traditionele Europese laagbouw naar hoogbouw in de zakendistricten. In augustus 2008 stonden er in New York 5.538 hoge gebouwen, waarvan 50 wolkenkrabbers hoger dan 200 meter. Dit is meer dan enig andere stad in de Verenigde Staten en tweede in de wereld na Hongkong. Het omgeven zijn door water, de bevolkingsdichtheid en de hoge vastgoedprijzen in de zakendistricten zorgden voor de grootste verzameling van vrijstaande kantoor- en woontorens in de wereld.
In New York staan gebouwen in breed scala van architectonische stijlen. Een van de meest opvallende is Woolworth Building uit 1913, een wolkenkrabber met neogotische stijlelementen die vanaf de straat goed te zien zijn.

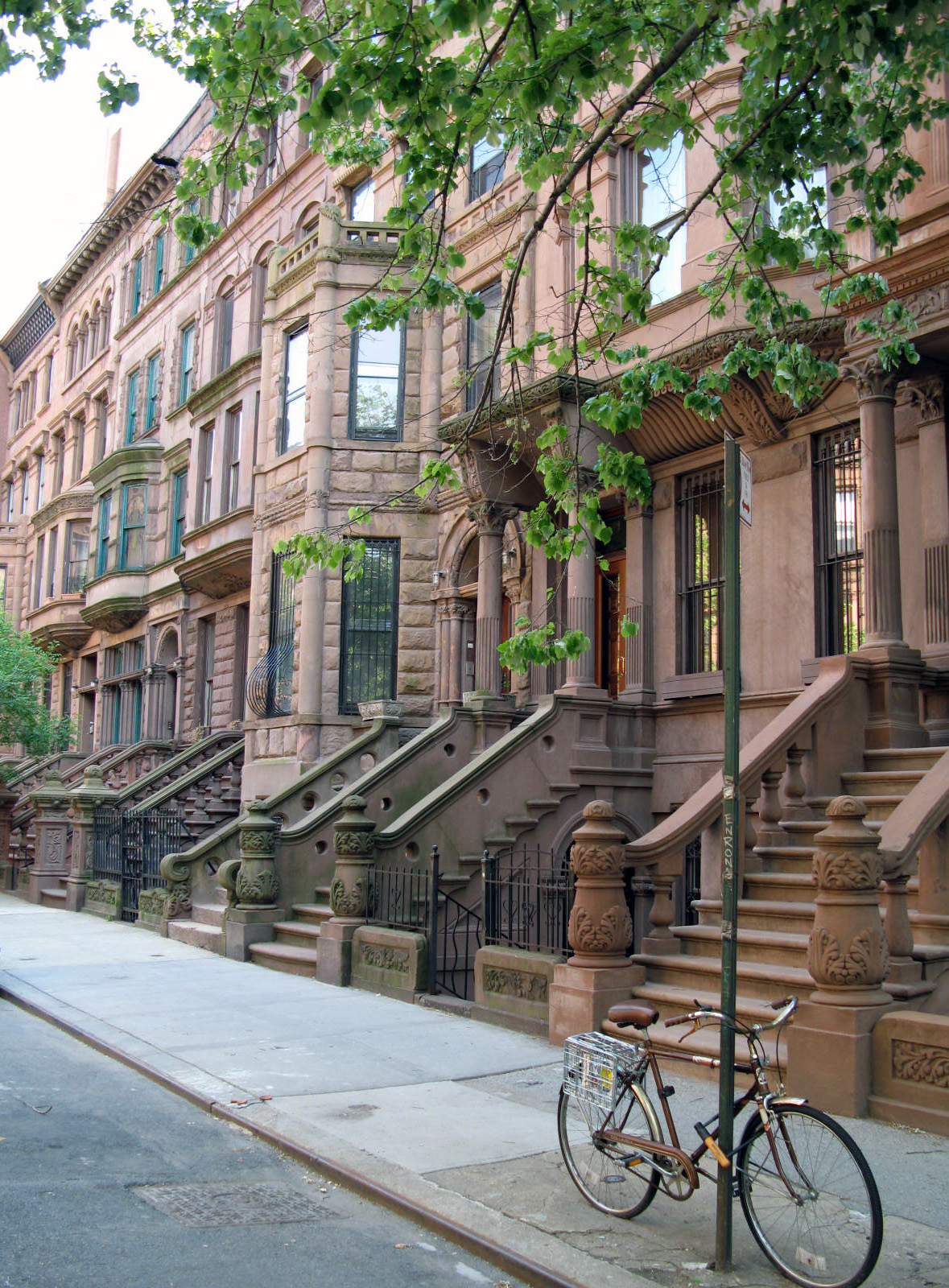
Brownstone-rijtjeshuizen in Harlem uit de 19e eeuw

Na de bouw van het Equitable Building werd de Zoning Resolution in 1916 aangenomen. Deze eiste van nieuwe gebouwen dat ze trapsgewijs gebouwd zouden worden en stelde voorwaarden aan de hoogte van torens om te voorkomen dat ze te veel zonlicht weg zouden nemen. Het art-deco-ontwerp van het Chrysler Building uit 1930 met zijn kegelvormige top en stalen spits, is een weerspiegeling van deze nieuwe eisen. Het wordt door veel kenners gezien als het mooiste gebouw van New York. Een goed voorbeeld van de Internationale Stijl in de Verenigde Staten is het Seagram Building (1957).
De elegante brownstone-rijtjeshuizen en appartementen zijn kenmerkend voor de grote woonwijken die gebouwd werden tijdens de snelle groei van de stad tussen 1870 en 1930. Steen en baksteen waren eerste keus bouwmaterialen nadat de bouw van houten huizen aan banden werd gelegd na de Grote Brand van 1835. Anders dan in Parijs, waar eeuwenlang vrijwel uitsluitend werd gebouwd met steen uit nabije kalksteengroeven, kwamen de bouwmaterialen voor New York uit verschillende groeven waardoor de gebruikte stenen variëren in structuur en kleur. Typerend voor veel van de gebouwen in de stad is de aanwezigheid van houten watertorens op de daken. Het bestuur verordende de installatie van watertorens voor gebouwen hoger dan zes verdiepingen omdat de hoge waterdruk die anders nodig was te vaak de leidingen zou doen barsten. De Tuinsteden in de buitengebieden zoals Jackson Heights in Queens werden populair gedurende de jaren 1920. Ze waren gemakkelijk bereikbaar na de uitbreiding van de metro.

### Musea

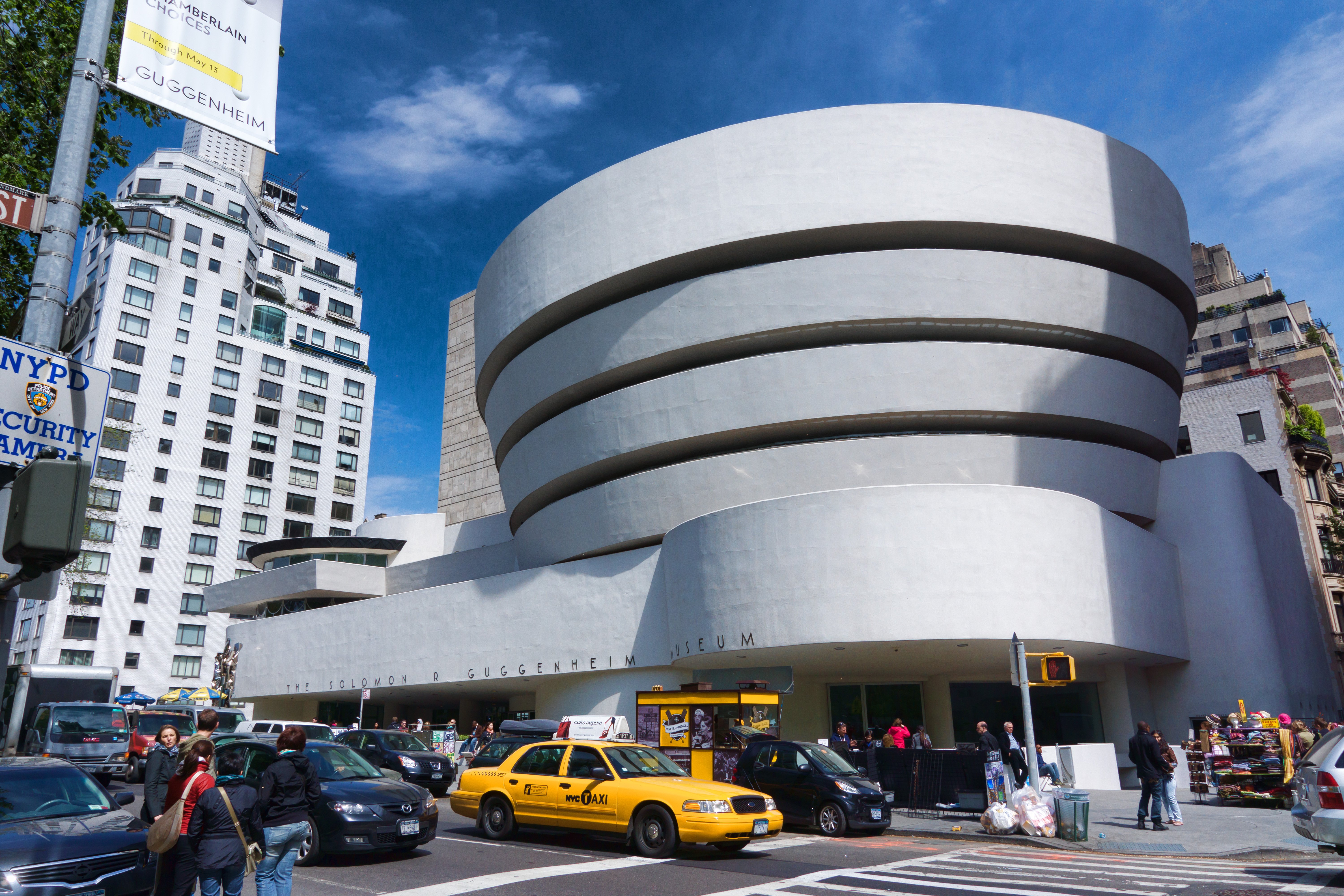
Het Guggenheim Museum

In New York bevinden zich talloze kleine en grote musea en galeries. Het Metropolitan Museum of Art (The Met), opgericht in 1870, is een van de grootste en belangrijkste kunstmusea ter wereld. Het bevindt zich ten oosten van Central Park. De permanente collectie bevat meer dan 2 miljoen kunstwerken waaronder vele schilderijen en beeldhouwwerken van over de hele wereld. Er zijn schatten uit de Klassieke Oudheid en werk van praktisch elke Europese meester alsmede een uitgebreide collectie Amerikaanse kunst. Een aparte vestiging genaamd "The Cloisters" staat in Upper Manhattan en omvat middeleeuwse kunst.
Het Museum of Modern Art (MoMA) in Manhattan is een van de meest toonaangevende musea voor moderne en hedendaagse kunst ter wereld. De collectie bestaat uit schilder- en beeldhouwkunst van de 20e eeuw, films en foto's en een uitgebreide collectie boeken. In Manhattan is ook het Museum of Arts and Design gevestigd. Het Brooklyn Museum is na The Met het grootste museum van New York en bevat 1,5 miljoen kunstwerken. Getoond wordt Egyptische kunst, hedendaagse kunst en kunst van verschillende culturen. Het American Museum of Natural History (AMNH), opgericht in 1869, is een natuurhistorisch museum. Het museum toont onder andere opgezette zoogdieren uit de hele wereld en overblijfselen van dinosaurussen en vroege voorouders van de mens. In New York bevindt zich ook het Guggenheim Museum waar vooral schilderkunst van de 20e eeuw te zien is en dat mede door de bijzondere architectuur van Frank Lloyd Wright een van de belangrijkste musea voor moderne kunst ter wereld is. Vanaf de 82nd tot de 104th Street loopt de Museum Mile waaraan negen musea zijn gevestigd.

### Muziek en culturele centra

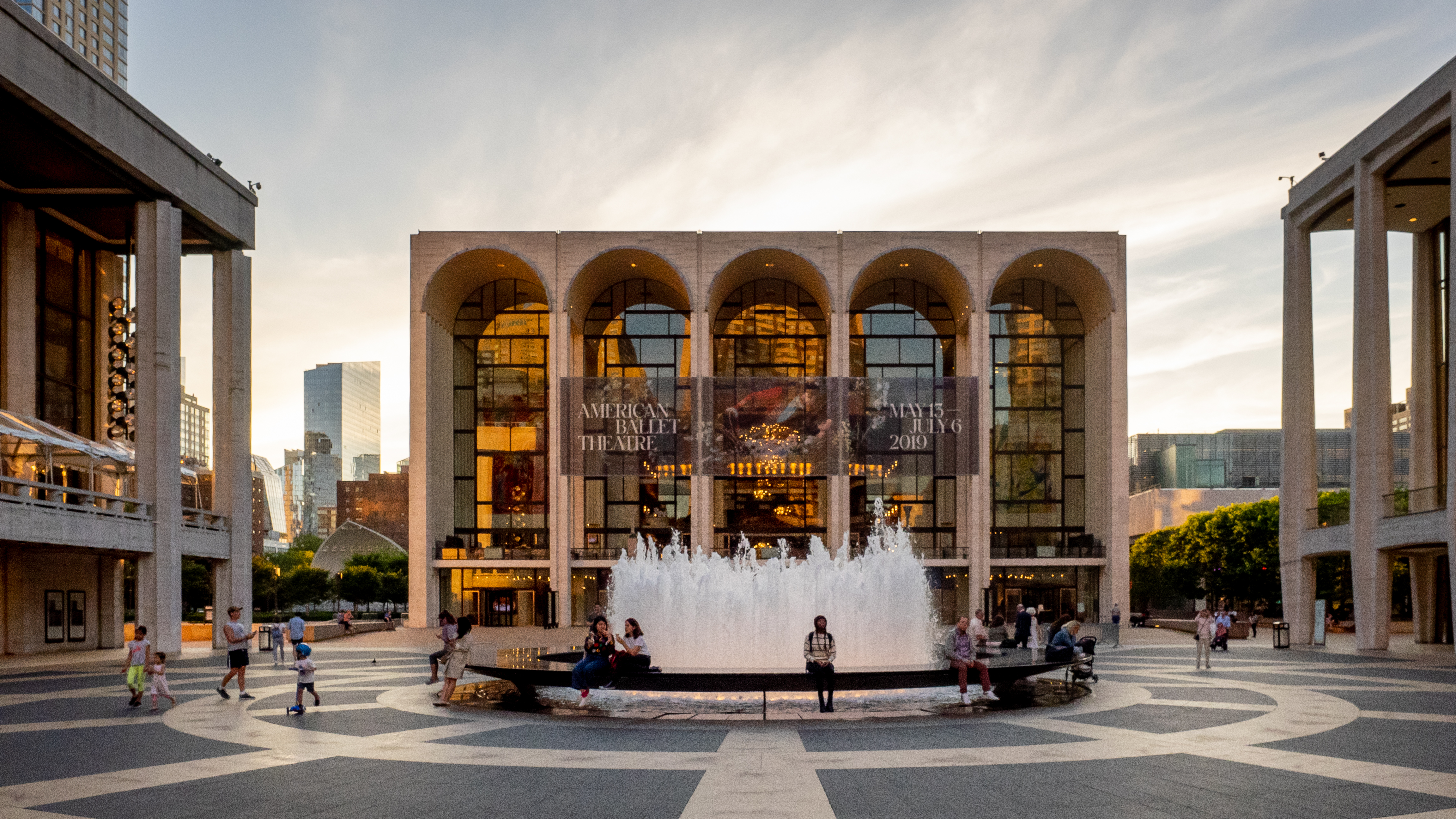
Het Lincoln Center, een groot complex van culturele instellingen

New York is een centrum van de Amerikaanse muziekindustrie sinds de eerste grammofoonplaatopnames in de vroege 20e eeuw. Een aantal bedrijven en organisaties van deze industrie hebben hun hoofdkantoor in New York. Daarnaast zijn ook verschillende redacties van toonaangevende muziektijdschriften in New York gevestigd, zoals die van rocktijdschrift Rolling Stone.
Carnegie Hall is een van de belangrijkste concertzalen ter wereld, ze wordt vooral gebruikt voor klassieke muziek, de zaal wordt geroemd om de goede akoestiek. Het gebouw uit 1890 werd gebouwd door de filantroop Andrew Carnegie. Het raakte in verval maar werd gerenoveerd tussen 1983 en 1995. Radio City Music Hall is een grote concert- en theaterzaal gevestigd in Rockefeller Center. Het is een zeldzaam voorbeeld van art deco stijl en een belangrijke architectonische attractie.
Het Lincoln Center is een 61.000 m² groot cultureel centrum dat plaats biedt aan verscheidene instellingen, zoals de Metropolitan Opera, New York Philharmonic, New York City Ballet, Vivian Beaumont Theatre en de Juilliard School.

### Theater

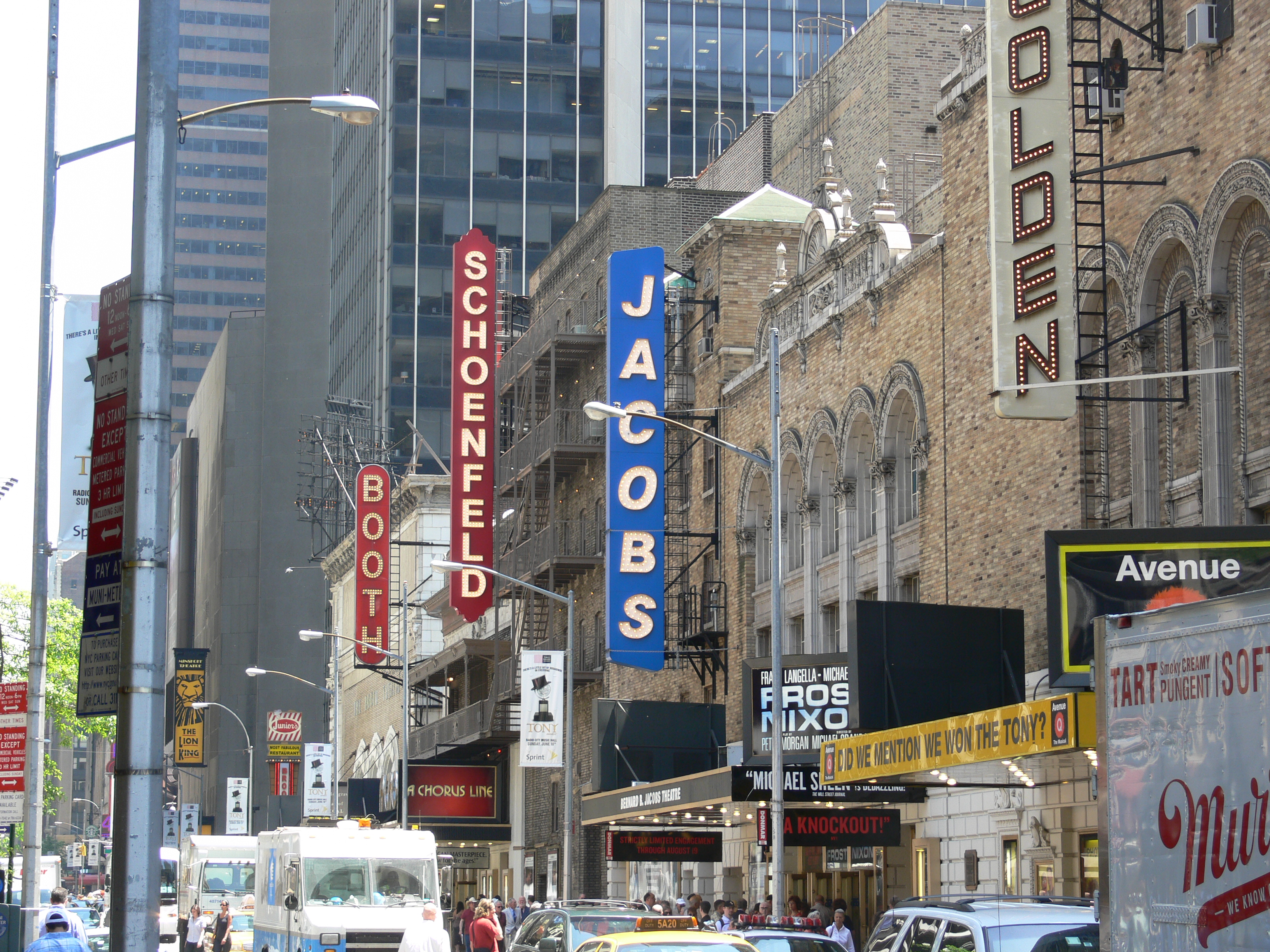
Theaters aan 45th Street

De komst van elektrische verlichting leidde tot omvangrijke nieuwe theaterproducties. In de jaren 80 van de negentiende eeuw ontwikkelde zich in de theaters op Broadway en langs 42nd Street een nieuw soort voorstelling die bekend werd als de Broadway-musical. Deze producties vertolkten de gevoelens van de talloze nieuwe immigranten. Het waren gespeelde belevenissen, ondersteund door zang en dans. In de liederen waren hoop en ambitie veel voorkomende thema's.
Tegenwoordig zijn de 39 grootste theaters in New York gezamenlijk bekend onder de naam "Broadway", vernoemd naar de grote straat die dwars door de theaterwijk loopt. Deze theaters zijn vooral gevestigd in de buurt van Times Square in Manhattan. Veel Broadway voorstellingen zijn wereldberoemd, zoals de musical Cats en The Phantom of the Opera. De theaterwijk is een populaire attractie voor toeristen. In het seizoen 2007-2008 werden voor de Broadwaytheaters 12,3 miljoen kaartjes verkocht die 937 miljoen dollar opbrachten.
Kleinere theaters, met tussen 100 en 500 stoelen, worden off-Broadway en als ze minder dan 100 stoelen hebben off-off-Broadway genoemd.

### Sport

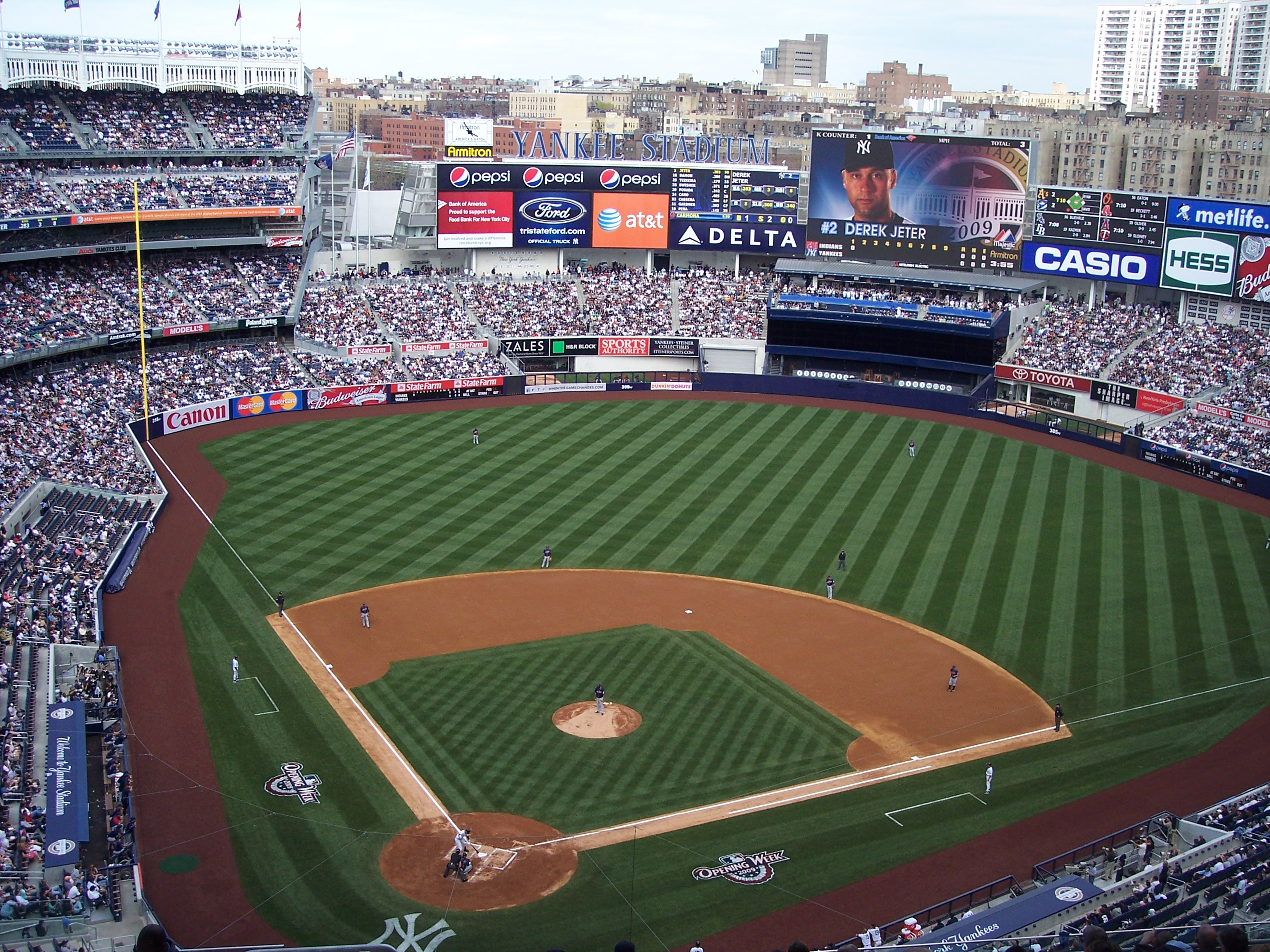
Het nieuwe Yankee Stadium, de thuisbasis van de New York Yankees, dat in 2009 in gebruik is genomen

New York heeft teams in de vier grote Noord-Amerikaanse professionele sportcompetities.
New York is een van de weinige plaatsen in de Verenigde Staten waar honkbal populairder is dan American football. Er zijn veertien World Series toernooien (een toernooi tussen de kampioenen van de twee honkbalcompetities, de American League en de National League) geweest tussen honkbalteams uit New York. De twee huidige honkbalteams uit New York in de overkoepelende Major League Baseball zijn de New York Yankees en de New York Mets. De Yankees hebben 27 World Series titels gewonnen, wat de Yankees het meest succesvolle honkbalteam ooit maakt in de Major League Baseball, en de Mets twee. De Yankees speelden tot 2008 hun thuiswedstrijden in het oude Yankee Stadium. In april 2009 werd het nieuwe Yankee Stadium geopend in de Bronx. De Mets spelen de thuiswedstrijden in het stadion Citi Field in Queens. Ooit was de stad ook thuisbasis van de New York Giants (tegenwoordig de San Francisco Giants) en de Brooklyn Dodgers (tegenwoordig de Los Angeles Dodgers). Beide teams gingen naar Californië in 1958.
Met American football wordt de stad in de National Football League vertegenwoordigd door de New York Jets en New York Giants (officieel de New York Football Giants). Beide teams spelen hun thuiswedstrijden in het Giants Stadium dat aan de overzijde van de Hudson in New Jersey ligt.

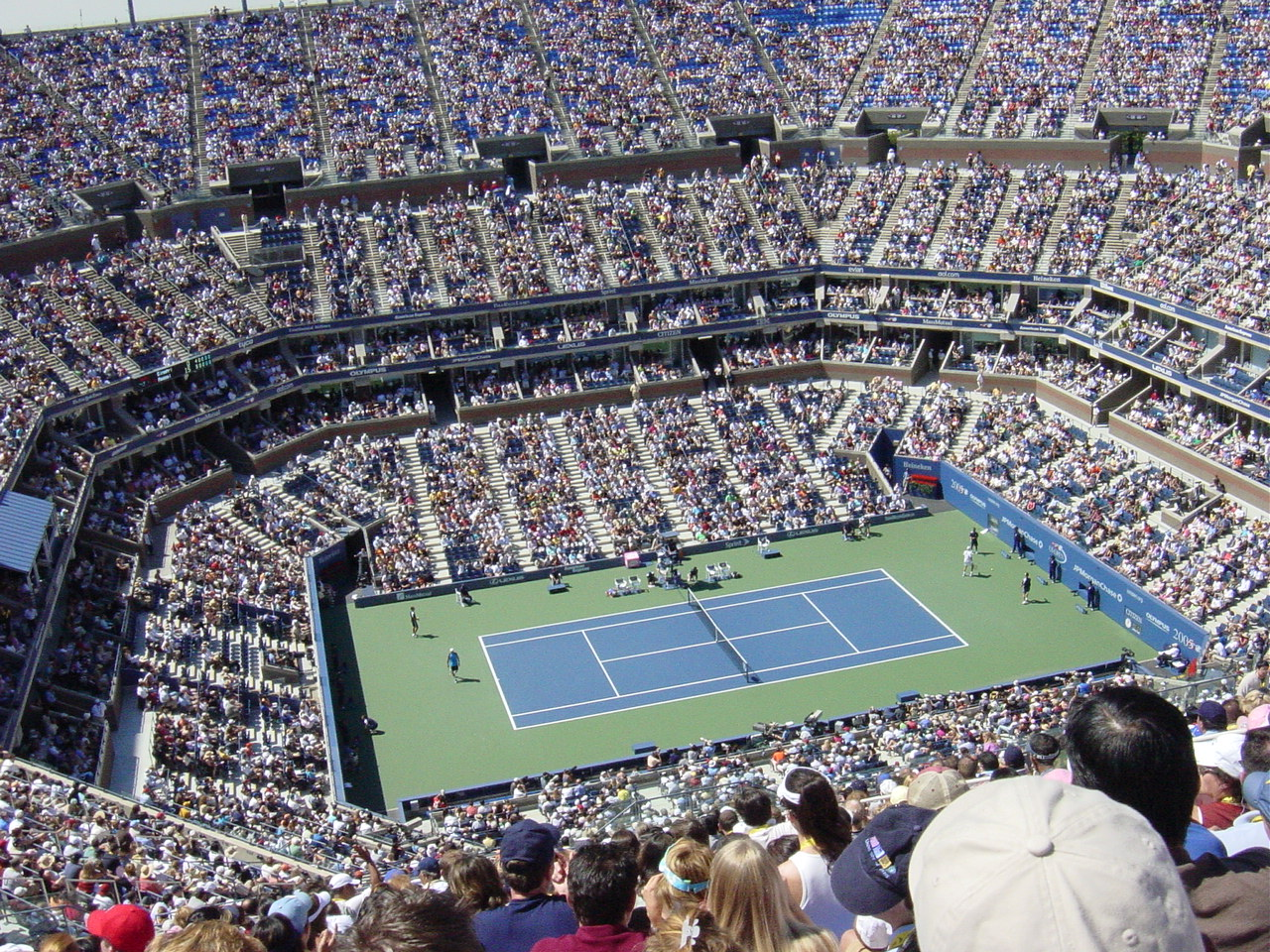
De US Tennis Open in Queens is een van de vier Grand Slams

De ijshockeyclub New York Rangers vertegenwoordigt de stad in de National Hockey League. In het metropoolgebied zijn nog twee andere teams, New Jersey Devils en de New York Islanders die op Long Island spelen.
Bij voetbal wordt New York in de Major League Soccer vertegenwoordigd door de New York Red Bulls en New York City FC. De Red Bulls spelen hun thuiswedstrijden in de Red Bull Arena in New Jersey terwijl New York City FC, totdat hun eigen stadion klaar is, voor thuiswedstrijden het Yankee Stadium gebruikt.
In de National Basketball Association speelt de basketbalclub New York Knicks en in de Women's National Basketball Association speelt het team New York Liberty, dat de vrouwelijke tegenhanger is van de Knicks. In het metropoolgebied bevindt zich ook nog het NBA team Brooklyn Nets.
In wereldstad New York worden nog vele andere sportevenementen georganiseerd. In Queens, in het Flushing Meadows-Corona Park, wordt de US Open gehouden, een van de vier belangrijke Grandslamtoernooien. De New York City Marathon is 's werelds grootste met de meeste lopers die de eindstreep halen. Vanwege zijn populariteit is er een limiet gesteld van 37.000 deelnemers. In 1994 was New York met het Giants Stadium speelstad bij het WK voetbal.

### Eten en drinken
De eetcultuur van New York is erg beïnvloed door de immigranten die in groten getale naar de stad zijn gekomen. Zij introduceerden tal van gerechten. Oost-Europeanen en Italianen maakten de stad beroemd om zijn bagels, kwarktaart en pizza. In New York zijn veel verschillende eetgelegenheden, van ontbijtbars en cafés tot bistro's en restaurants, Amerikaans of buitenlands, van goedkoop tot heel chic. Het aantal buitenlandse eetgelegenheden is ook zeer divers, zo zijn er Italiaanse, Franse, Spaanse, Duitse, Russische, Engelse, Griekse, Marokkaanse, Chinese, Indiase en Japanse restaurants. Een aantal restaurants is in de Michelingids van Noord-Amerika (2005) bekroond met drie sterren. Massaal aanwezig zijn ook de diverse ketens van fastfoodrestaurants zoals McDonald's, Burger King, Pizza Hut en Kentucky Fried Chicken. Verder vormt de koffieketen Starbucks een bekend onderdeel van het straatbeeld.

## Onderwijs

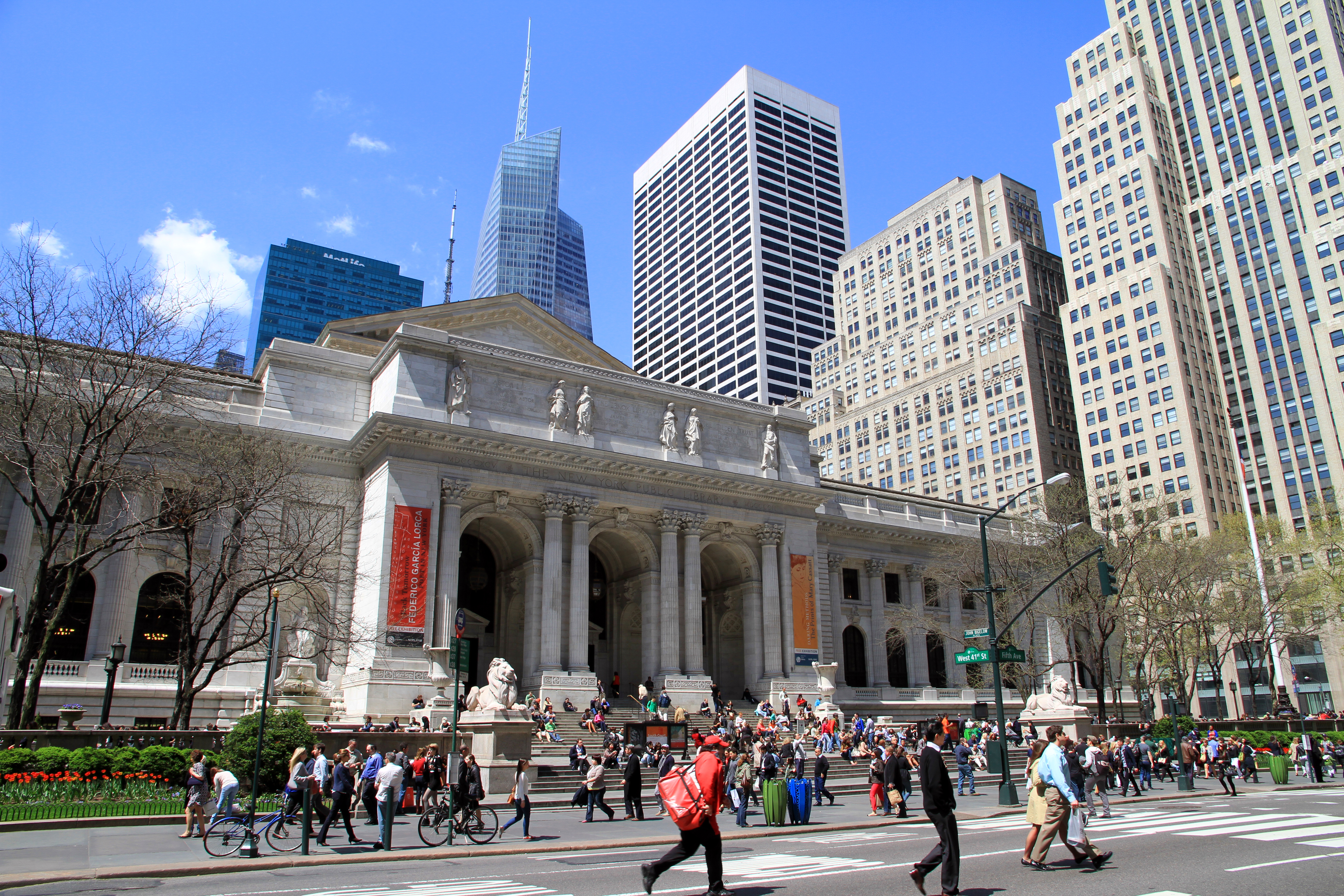
Hoofdgebouw van de New York Public Library

In New York bevinden zich meer dan 1.200 openbare basis- en middelbare scholen, die les geven aan ongeveer 1,1 miljoen scholieren. Daarnaast zijn er nog ongeveer 900 particuliere scholen op seculiere- of religieuze basis, waarvan een aantal behoort tot de meest prestigieuze van de Verenigde Staten. Hoewel er ongeveer 594.000 studenten in New York zijn, het meest van alle steden in de Verenigde Staten, wordt de stad niet vaak een studentenstad genoemd. Hoger onderwijs wordt onder andere aangeboden door de City University of New York, die de op twee na grootste openbare universiteit van het land is. Daarnaast is er nog een aantal particuliere instellingen zoals de Columbia-universiteit en de New York University.
De New York Public Library heeft de grootste collectie boeken van alle bibliotheken in het land. De in 1895 opgerichte bibliotheek heeft 87 vestigingen verspreid over Manhattan, the Bronx en Staten Island. Queens en Brooklyn worden bediend door eigen openbare bibliotheken. Wanneer deze drie worden beschouwd als één bibliotheek, dan bestaat deze uit 208 vestigingen met meer dan 30 miljoen boeken. Onder de New York Public Library valt ook een aantal onderzoeksbibliotheken, zoals het Arthur Schomburg Center for Research in Black Culture.

## Gezondheidszorg
Voor het eerst sinds de Tweede Wereldoorlog is de levensverwachting voor New Yorkers (78,6 jaar) langer dan die voor de gemiddelde Amerikaan (77,8 jaar). Sinds 2001 groeide dit cijfer ieder jaar harder dan het nationaal gemiddelde. Het sterftecijfer voor zwarte New Yorkers lag in 2005 23% hoger dan dat voor blanke New Yorkers, in 1990 was dit nog 40%. De oorzaak van de stijging van de gemiddelde levensverwachting van de New Yorker is vooral het sterk afnemende aantal sterfgevallen onder jongeren. Het aantal moordslachtoffers, van vaak jonge mannen, daalde van 2.272 in 1990 tot 579 in 2005. Een andere belangrijke factor is de daling van het aantal doden door aids. In 1994 gingen nog 7.100 mensen dood door aids. In 2005 was dit aantal door een betere zorg en behandeling gedaald tot 1.419 sterfgevallen. Ook de gehalveerde babysterfte, 13,3 sterfgevallen per 1000 in 1989 tegen 6,1 per 1000 in 2004, draagt bij aan de hogere levensverwachting.
Hart- en vaatziekten en kanker waren de belangrijkste doodsoorzaken in 2005, daarna volgde diabetes. In het laatste decennium is het aantal sterfgevallen door diabetes, toegenomen met bijna 20%. Hogere accijns op sigaretten en een verbod op roken in openbare ruimtes en op reclame voor tabaksproducten heeft tussen 2002 en 2007 gezorgd voor een daling van 20% van het aantal rokers in de stad. Deze daling is de grootste sinds 1965.
In New York bevinden zich veel particuliere- en openbare ziekenhuizen. Het NewYork-Presbyterian Hospital, gevestigd in Manhattan, wordt gezien als het beste ziekenhuis van de stad en is zesde op de ranglijst van de Verenigde Staten. Het Memorial Sloan-Kettering Cancer Center is een behandel- en onderzoekscentrum voor kanker dat werd opgericht in 1884 in Manhattan. Dit ziekenhuis werd in 2007 gezien als het op een na beste behandelcentrum voor kanker in de Verenigde Staten. Het Bellevue Hospital Center werd opgericht in 1736 en is het oudste openbare ziekenhuis in de Verenigde Staten. Het is gevestigd in Manhattan en heeft ook een gerenommeerde psychiatrische kliniek.

## Verkeer en vervoer

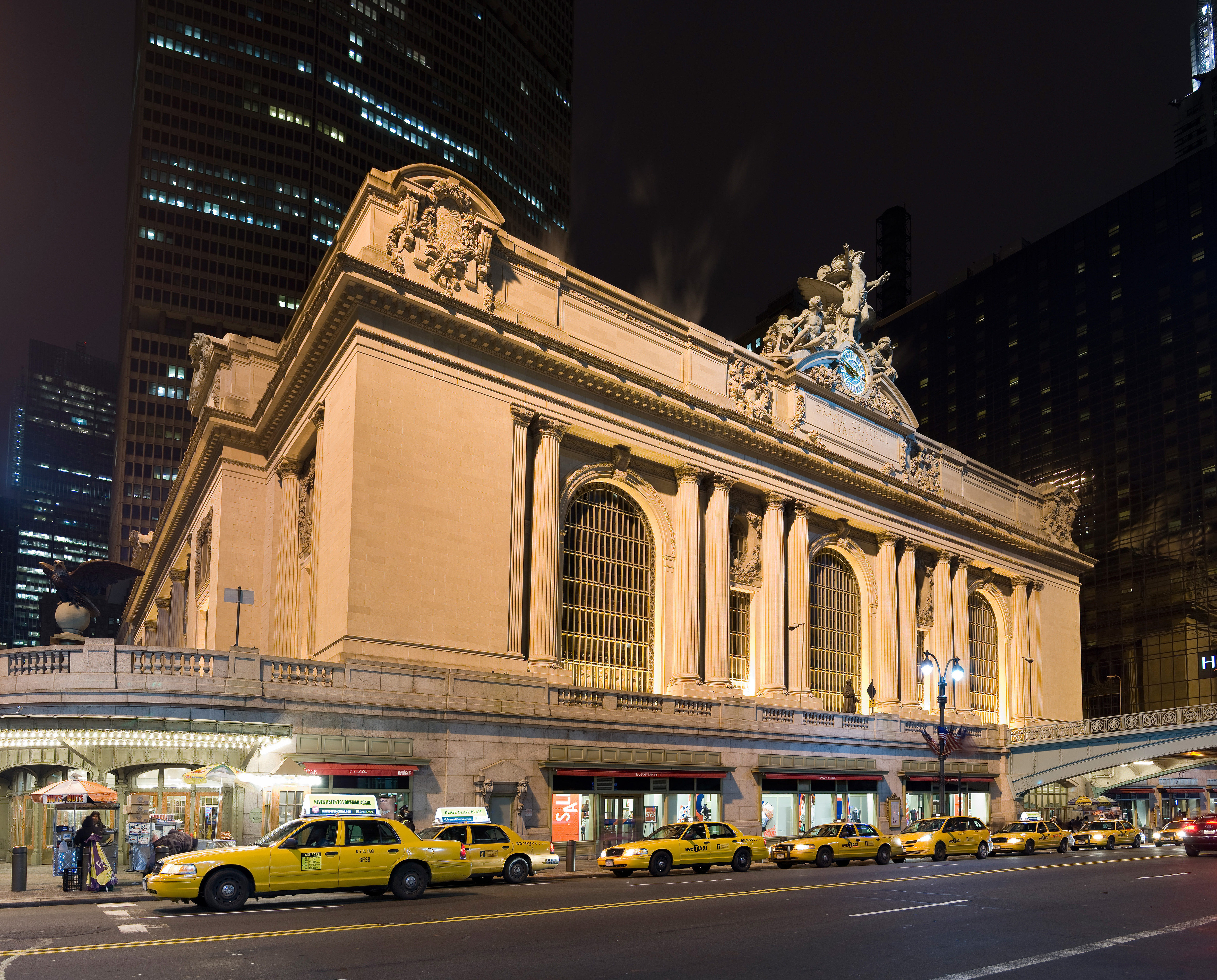
In New York bevinden zich de twee drukste stations van de V.S. Een daarvan is de Grand Central Terminal, hier te zien.

Openbaar vervoer is veruit de belangrijkste vorm van vervoer voor de New Yorkers. Ongeveer een op drie gebruikers van het openbaar vervoer en zelfs twee derde van alle treinreizigers in de Verenigde Staten woont in New York of zijn voorsteden. Dit staat in contrast met de rest van het land, waar ongeveer 90% van de werknemers met hun auto naar het werk gaan. In New York is de gemiddelde reistijd voor woon-werkverkeer met 39 minuten het snelst van alle grote Amerikaanse steden. Van de mensen die in de stad werken gebruikt 32% de metro, 25% rijdt per auto, 14% neemt de bus, 8% reist met de trein, 8% loopt naar het werk, 6% carpoolt, 1% maakt gebruik van een taxi, 0,4% gaat met de fiets en 0,4% neemt de veerpont.

### Openbaar vervoer
Het regionaal openbaar vervoer wordt verzorgd door de Metropolitan Transportation Authority. Daarnaast wordt New York aangedaan door Amtrak, de nationale spoorwegmaatschappij voor personenvervoer in de Verenigde Staten die gebruikmaakt van het Pennsylvania Station. Amtrak biedt verbindingen naar onder andere Boston, Philadelphia en Washington.
Het spoornetwerk verbindt de voorsteden in de regio met de stad via 20 verschillende spoorwegverbindingen en 250 stations. De regionale spoorverbindingen komen samen op Station Grand Central Terminal en Pennsylvania Station.
Het busnetwerk en spoornetwerk van New York zijn de grootste van Noord-Amerika.
De metro van New York is het grootste metronetwerk ter wereld gemeten naar het aantal operationele stations, namelijk 468. Het is het twee na grootste wanneer er gekeken wordt naar het aantal gebruikers (1,5 miljard reizigersritten in 2006). Vanwege het grote belang van het metronetwerk voor veel New Yorkers is dit 24 uur per dag operationeel. Dit in tegenstelling tot de nachtelijke sluiting van veel andere metrosystemen. Er zijn op sommige lijnen 's nachts wel grote verschillen met de frequentie van overdag. Veel metrolijnen in de stad zijn viersporig waardoor er op die trajecten zowel stop- als expresdiensten kunnen rijden.
Sinds 1817 vaart de Staten Island Ferry tussen Staten Island en Lower Manhattan over een afstand van 8,4 kilometer. Deze veerdienst vaart het gehele jaar door gedurende 24 uur per dag en vervoert jaarlijks 19 miljoen passagiers. De veerpont is populair onder toeristen omdat het hen mogelijk maakt de skyline van Lower Manhattan en het Vrijheidsbeeld goed te zien.

### Wegverkeer

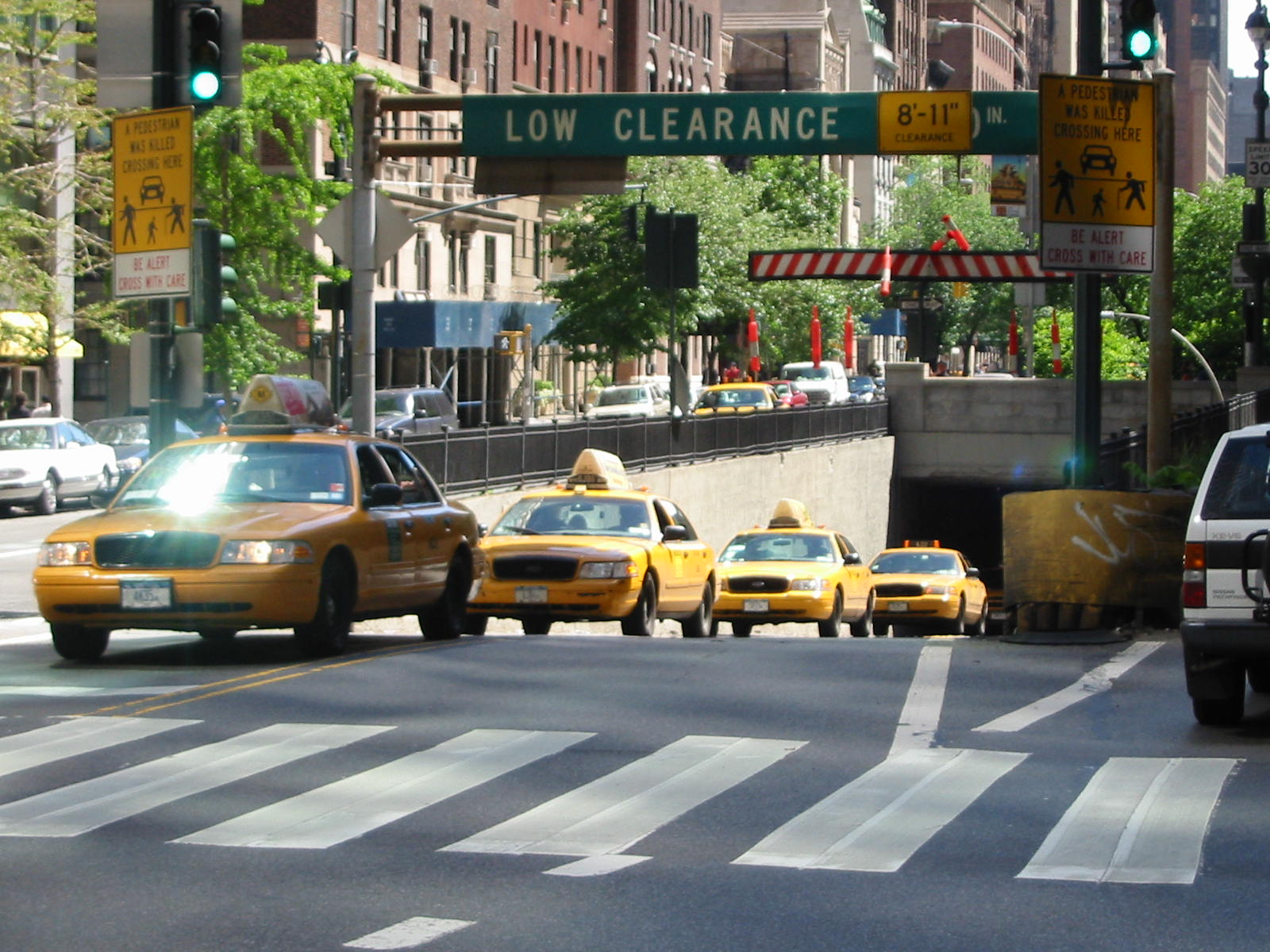
Taxi's ter hoogte van de Murray Hill Tunnel

Het Commissioners' Plan van 1811 heeft Manhattan het kenmerkende schaakbordpatroon gegeven waardoor de fysieke ontwikkeling van de stad voor een groot deel is bepaald. Er zijn twaalf Avenues die parallel aan de Hudson lopen en 220 genummerde straten (Streets) die loodrecht op de rivier staan. Sommige weg- en straatnamen, zoals Broadway, Wall Street en Madison Avenue, worden gebruikt als synoniem voor de sectoren die er gevestigd zijn; dit zijn respectievelijk de theaters, de financiële instellingen en de reclame-instellingen.
Voor gemotoriseerd vervoer in het zuidelijke deel van Manhattan (het centrale zakendistrict) werd vanaf januari 2025 een stadstol (congestieheffing van New York) van kracht om de druk van het autoverkeer in te dijken en om verbeteringen aan het transportsysteem te betalen.
In New York rijden 13.000 taxi's, in New York ook wel Yellow Cab genoemd. Door de bekende gele kleur zijn het iconen van de stad geworden.
Door de aanwezigheid van een aantal rivieren zoals de Hudson en de East River is de stad afhankelijk van bruggen en tunnels. De Brooklyn Bridge over de East River, voltooid in 1883, is een van de best herkenbare architectonische bouwwerken van de stad. Deze brug is 1.825 meter lang en de grootste overspanning is 486 meter. Daarmee was het tot 1903 de langste overspanning ter wereld. De Williamsburg Bridge en de Manhattan Bridge zijn twee andere bruggen over de East River. Tussen Queens en Manhattan ligt de Queensboro Bridge. De boroughs Staten Island en Brooklyn worden verbonden door de Verrazano-Narrows Bridge. De George Washington Bridge wordt beschouwd als een van de drukste bruggen ter wereld en verbindt de wijk Washington Heights in Manhattan met Fort Lee in New Jersey.
Naast bruggen beschikt New York over een aantal tunnels. De Lincoln Tunnel ligt onder de Hudson en verwerkt dagelijks 120.000 voertuigen, waarmee het een van de drukste tunnels ter wereld is. De Holland Tunnel, ook onder de Hudson, was de eerste mechanisch geventileerde tunnel. Twee andere tunnels die met Manhattan zijn verbonden zijn de Queens Midtown Tunnel en de Brooklyn-Battery Tunnel.

### Luchtvaart

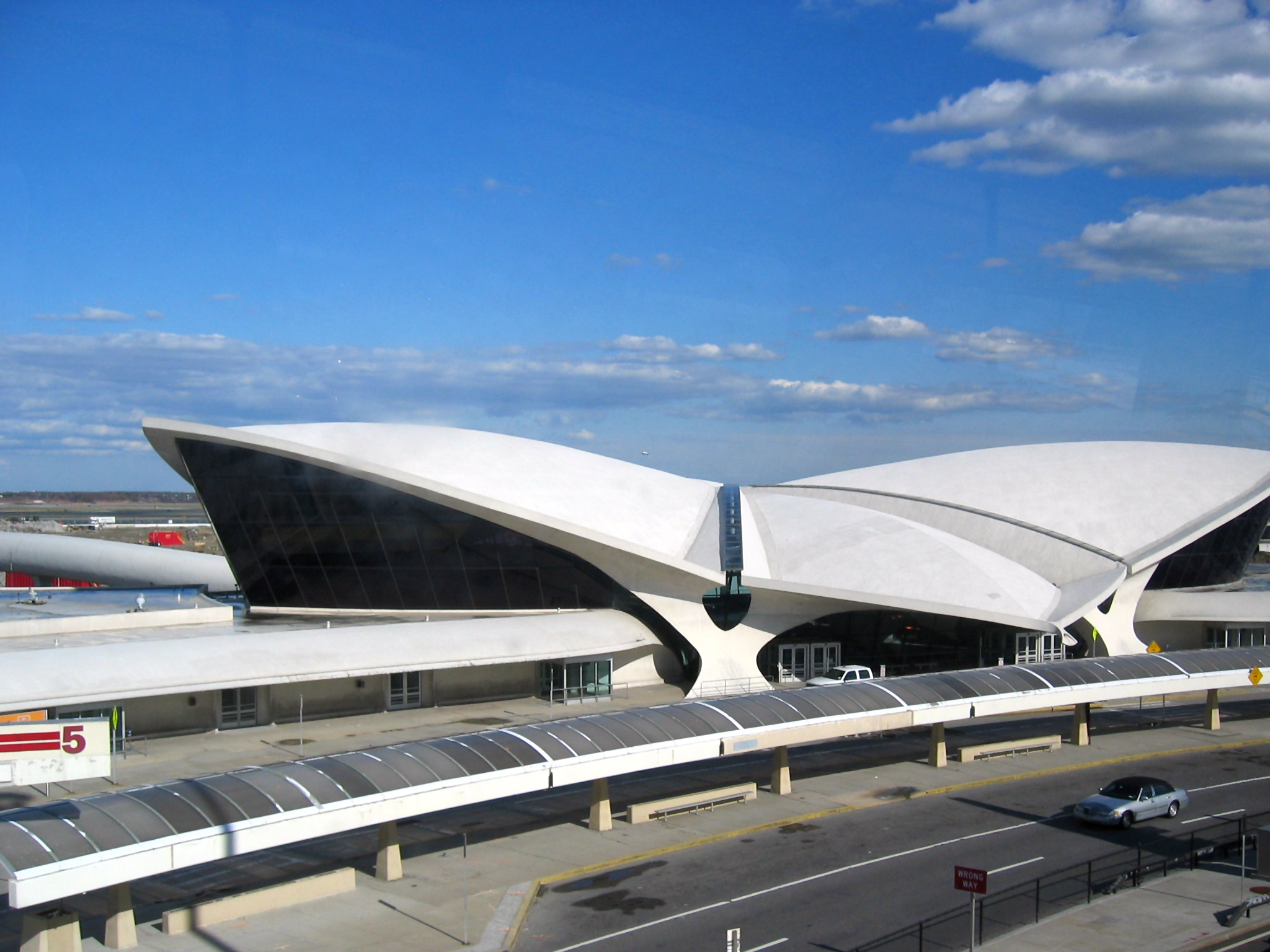
John F. Kennedy International Airport is de bekendste luchthaven van New York

De stad heeft drie internationale luchthavens: John F. Kennedy International, ook bekend als JFK, Newark Liberty International en LaGuardia. Deze drie vliegvelden verwerkten tezamen in 2005 100 miljoen passagiers. JFK en Newark zijn verbonden met het regionale spoorwegnet. Beide luchthavens verwerken ook de meeste internationale vluchten en de lange binnenlandse vluchten. LaGuardia verwerkt vooral korte binnenlandse vluchten.

### Scheepvaart
De haven van New York heeft het voordeel van een beschutte diepwaterligging met een open verbinding naar de Atlantische Oceaan. Het is historisch gezien een van de belangrijkste havens in de Verenigde Staten. Het is de op twee na drukste haven van Noord-Amerika. Elk jaar wordt meer dan 25 miljoen ton goederen en bulk overgeslagen, inclusief 4,5 miljoen containers.
De haven is ook een belangrijk centrum voor passagiersschepen. Meer dan een half miljoen mensen vertrekt jaarlijks vanaf de New York Passenger Ship Terminal aan de Hudson.

## Bekende New Yorkers

### Geboren, overleden of wonend in New York
- Lijst van New Yorkers
  - Lijst van inwoners van The Bronx
  - Lijst van inwoners van Brooklyn
  - Lijst van inwoners van Manhattan
  - Lijst van inwoners van Queens
  - Lijst van inwoners van Staten Island